# BMW Série 5 (E28)
La BMW E28 est une berline de la Série 5 de BMW. Il s'agit de la deuxième génération de la BMW Série 5 et elle a remplacé sa prédécesseur, l'E12, à l'automne 1981. La successeur de l’E28 est l’E34, qui a été produite à partir de l'automne 1987. Entre avril 1981 et décembre 1987, BMW a construit l’E28 dans l'usine BMW de Dingolfing et dans l'usine de Rosslyn de 1985 à 1989. Au total, 14 modèles différents de l'E28 ont été proposés, certains modèles étant réservés à des marchés spécifiques. Au total, 722 328 E28 sont sorties de la chaîne de montage, les modèles les plus fréquemment construits, les 520i, 528e, 528i et 524td, représentant ensemble environ les deux tiers de la production.
En termes de construction, l’E28 est considérée comme un développement ultérieur de sa prédécesseure, à partir de laquelle certaines caractéristiques de conception ont été adoptées. Avec l’E28, BMW a introduit des innovations techniques telles qu’un ordinateur de bord, un airbag conducteur et un système de freinage antiblocage dans la Série 5. Autre nouveauté, les modèles diesel et Eta conçus pour une faible consommation de carburant et une variante avec une puissance moteur plus élevée appelée M5. Les performances de conduite nettement améliorées de l’E28 par rapport à l’E12 - tout comme son design intérieur - ont été largement bien accueillies par la presse spécialisée au début des années 1980. En revanche, l'aspect extérieur, qui ne différait guère de celui de sa prédécesseure, a souvent fait l'objet de critiques dans les publications contemporaines. Vers la fin des années 1980, il est devenu évident que l’E28 était de plus en plus dépassée techniquement par rapport aux modèles concurrents directs tels que la Mercedes-Benz W 124 ou l'Audi 100 C3, notamment en ce qui concerne le châssis et l'aérodynamisme. Rétrospectivement, l’E28 est considérée comme un véhicule solidement construit, robuste et résistant à la rouille. Pour BMW, l’E28 a été un succès économique.

## Historique du modèle

### Développement (1975-1981)
Selon BMW, le développement de la gamme E28 a commencé début 1975 et a duré six ans,. La voiture a été développée à l'aide de méthodes assistées par ordinateur, notamment la conception assistée par ordinateur, l'analyse par éléments finis et l'analyse modale. Les premiers prototypes de 1978 avaient deux phares ronds de même taille et une fenêtre triangulaire entre la porte arrière et le montant C, dont aucun n'a été adopté dans le véhicule de série. De nombreuses parties de l'E28 ont été développées à partir de la gamme E12 précédente. Extérieurement, l'E28 ressemble à l'E12, puisque la forme de la carrosserie n'a été modifiée que dans des détails; l'habitacle est resté presque inchangé. Cependant, BMW a complètement repensé l'avant et l'arrière de l’E28, ce qui a réduit le coefficient de traînée (cx) à 0,39,. Les valeurs de portance sur les essieux ont également été réduites de 21 % chacune,,. La conception assistée par ordinateur et les matériaux améliorés ont rendu l’E28 plus légère de 60 à 90 kg, selon le modèle, que sa prédécesseure,.
Avec l’E28, BMW a principalement essayé de créer un véhicule techniquement très développé. En outre, de nombreux composants électroniques tels que le système de freinage antiblocage, (à partir d'automne 1981 pour la 525i et la 528i; à partir de 1983 pour la 524td), l'ordinateur de bord "Check Control", supervisant des fonctions importantes du véhicule telles que l'éclairage et les fluides de fonctionnement - niveau d'huile et niveau de liquide de refroidissement – (à partir de la 525i, à partir de la 520i pour l’export), contrôle électronique (ou numérique) du moteur, contrôle électronique du chauffage, régulateur de vitesse et un airbag conducteur disponible. Tous les moteurs essence six cylindres et le moteur quatre cylindres du modèle 518i ont une injection dans le collecteur d'admission; un carburateur de registre fabriqué par Pierburg sous une licence Solex n'était disponible que dans le modèle 518 à moteur quatre cylindres jusqu'à l'été 1984,.
La conception de l'essieu avant a été essentiellement reprise de la BMW E23,, mais BMW a changé des détails. Il s'agit d'un "essieu à double articulation", ce qui signifie que le triangle triangulaire autrement utilisé dans l'essieu à jambe de force MacPherson est divisé en deux composants: un triangle et une jambe de tension. Les points de pivotement du triangle et de la jambe de tension, qui sont situés l'un derrière l'autre sur l'entretoise, entraînent un rayon de frottement plus petit. Cela conduit à des forces perturbatrices réduites dans la direction, qui a été conçue en tant que direction assistée standard à partir du modèle 520i. Une suspension longitudinale plus douce et des modifications des amortisseurs assurent un meilleur confort de roulement et de conduite. L'essieu arrière à bras semi-tirés est une nouvelle conception. Les bras oscillants de l’essieu de construction monocoque pouvaient être en grande partie automatiquement soudés ensemble à partir de pièces en tôle emboutie et d'un support de roue en fonte malléable blanche qui sont plus légers que ceux de l'E12.

### Lancement (1981-1983)
Après que l’E28 soit entrée en production de série en avril 1981, elle a été présentée à la presse en juin 1981. La présentation officielle au grand public a eu lieu en septembre 1981 à l'IAA. En Europe, BMW a initialement proposé les modèles à moteurs essence, les 518, 518i, 520i, 525i et 528i. La 518i n'était initialement pas disponible sur le marché allemand.
Aux États-Unis, l'introduction des puissants modèles européens n'a pas été possible, principalement en raison d'une législation plus stricte sur les gaz d'échappement et la consommation de carburant. Dès 1978, BMW avait donc présenté le concept "Eta" pour l’entraînement par moteur essence, qui visait à réduire la consommation de carburant par rapport aux systèmes conventionnels pour les entrainements par moteurs essence grâce à une cylindrée accrue et à un niveau de vitesse réduit. La lettre grecque η "eta" est le symbole de formule pour l'efficacité. En 1981, le seul modèle d’E28 proposé à la vente sur le marché américain était le modèle 528e Eta, qui était équipé d'une commande numérique du moteur et d'un convertisseur catalytique de gaz d'échappement à commande lambda. Le "e" dans la désignation du modèle signifie "Eta", conformément au concept de l’entraînement. Extérieurement, les modèles E28 nord-américains se distinguent par des phares et des pare-chocs modifiés. À partir de 1982, la 533i était disponible aux États-Unis avec un moteur de 3,2 litres et un convertisseur catalytique, qui était à peu près à égalité avec la 528i européenne. La 528e est sortie au Japon en avril 1982, initialement positionnée en tant que modèle haut de gamme, au-dessus de la 518i qui y était également disponible. En mars 1983, la 535i encore plus puissante est sortie sur le marché japonais. À partir d'avril 1983, la 518i et un modèle ETA, la 525e, étaient également disponibles en Allemagne. Techniquement, la 525e correspond à la 528e, mais hormis l'aspect extérieur, elle s'en différencie par un équipement simplifié.
Pour la saison 1982 du championnat des voitures de sport du Groupe A, BMW Motorsport GmbH a brièvement utilisé une BMW E28 basée sur le modèle 528i. Umberto Grano et Helmut Kelleners sont devenus champions d'Europe avec le véhicule fortement modifié. Elle avait un châssis renforcé, presque pas d'intérieur et elle pesait 1 080 kg. La puissance du moteur a été augmentée de 40 kW à plus de 135 kW, de sorte que la voiture atteigne une vitesse de pointe d'environ 230 km/h avec la transmission sport Getrag.
Au salon de l'automobile de Francfort (IAA) 1981, BMW a officiellement annoncé la 524td en tant que première voiture de tourisme à moteur diesel de la marque. Fin 1982, elle est entrée en production avec 100 voitures de pré-série. Le modèle a ensuite été présenté à l'IAA à l'automne 1983. Elle est équipée d'un moteur six cylindres en ligne M21 de BMW de 2,4 litres dérivé du moteur essence M20 de BMW. Avec un turbocompresseur, le moteur M21 atteint une puissance de 85 kW. À l'époque, la 524td était considérée comme un véhicule aux très bonnes performances et c’était la berline diesel de série la plus rapide au monde. Également à partir de l'automne 1983, le modèle 518 comportait un carburateur 2BE à commande électronique au lieu du carburateur 2B4 purement mécanique.

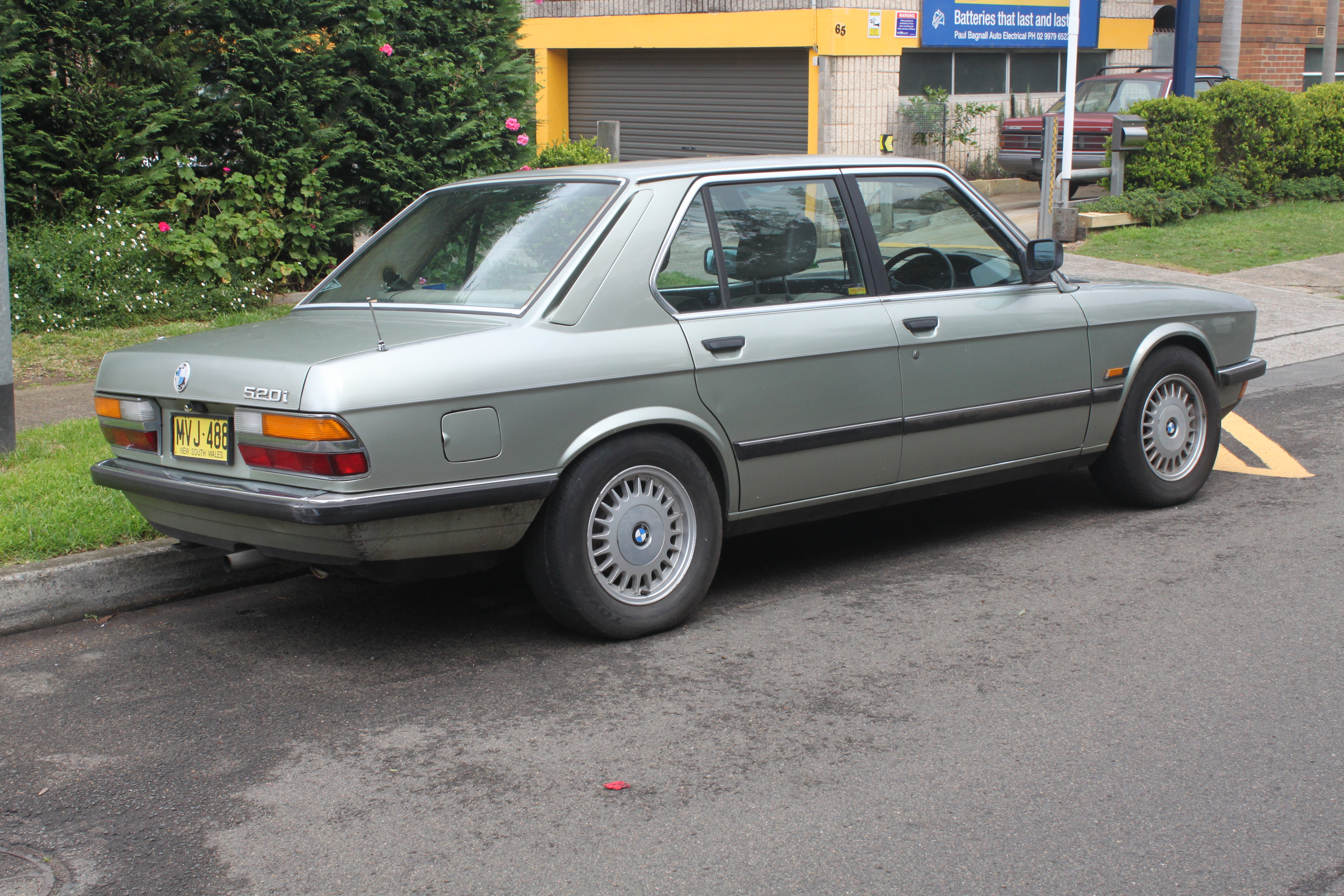
520i (vue arrière)
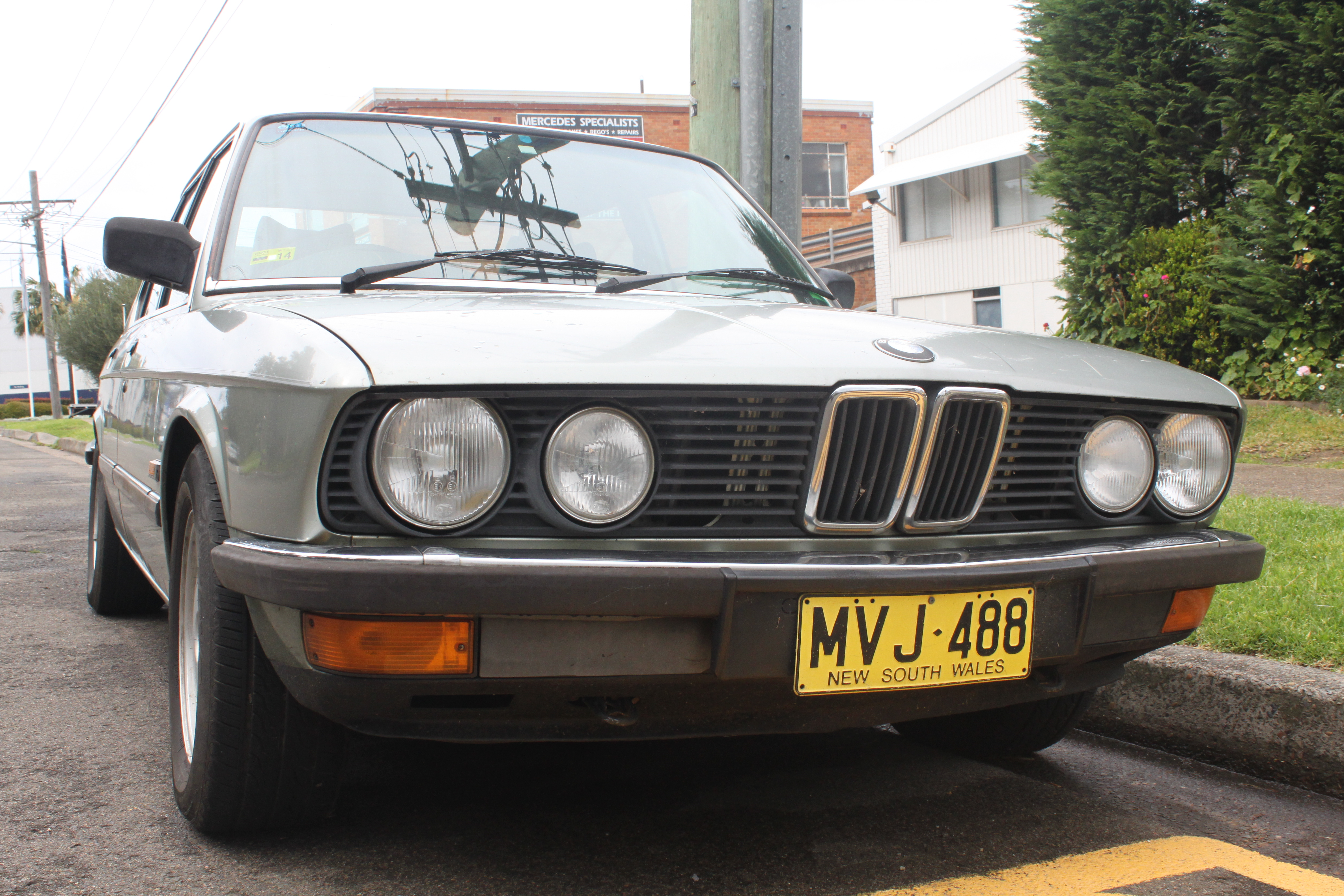
520i (tablier avant)
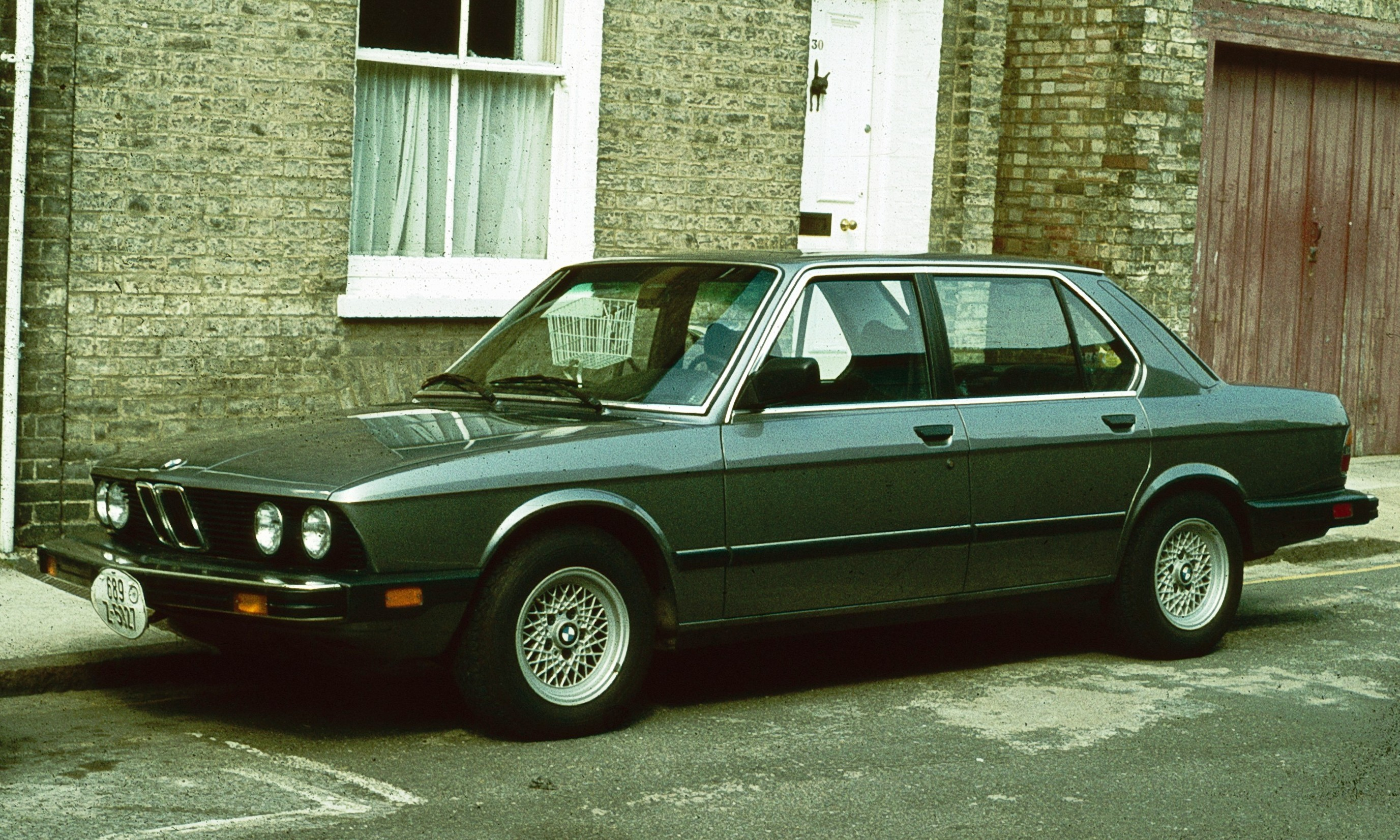
528e (vue de face)
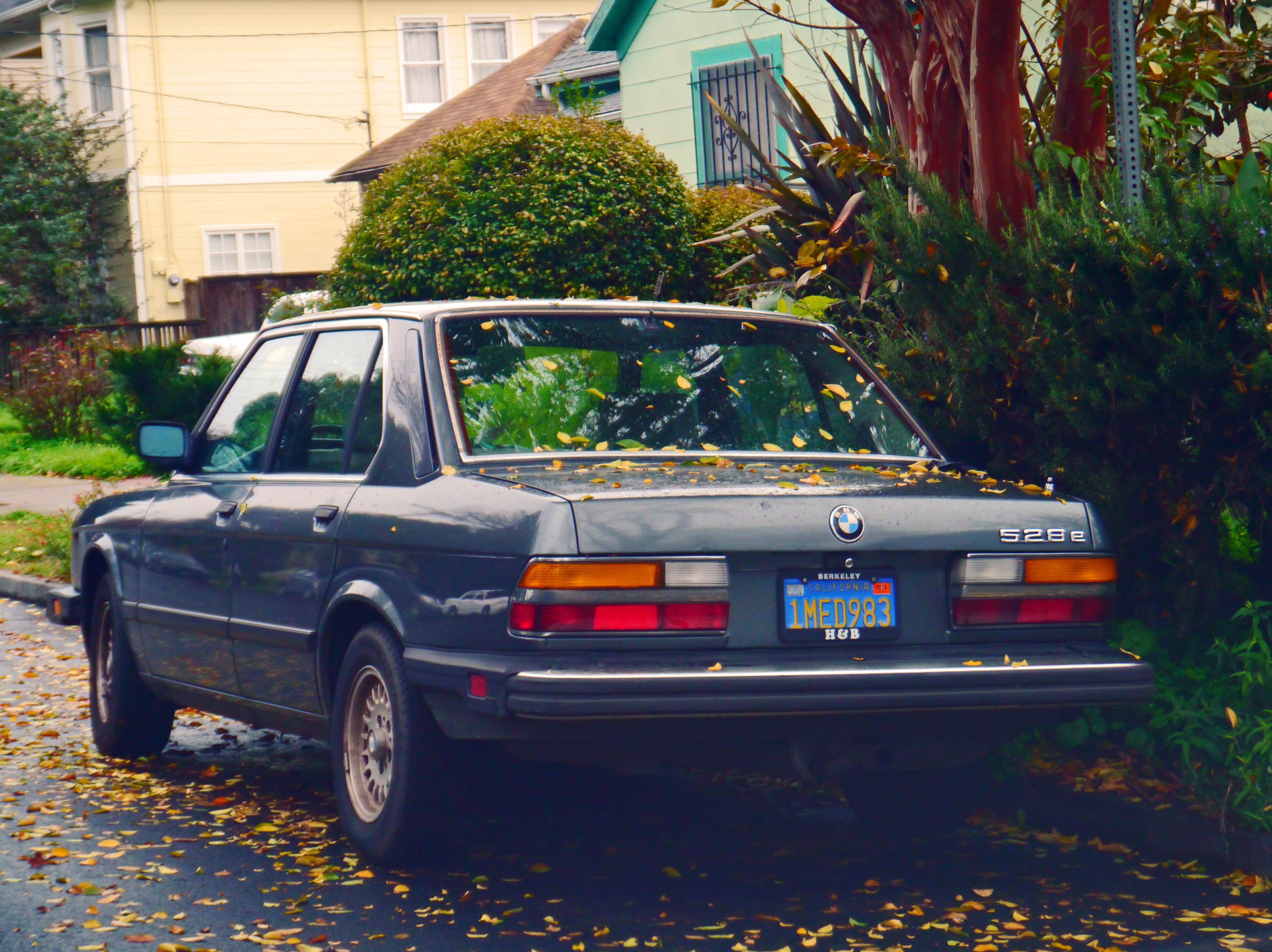
528e (vue arrière)

### Concept avec propulsion GPL (1984)
En 1984, BMW a présenté un véhicule basé sur l'E28 avec injection électronique dans le collecteur d'admission et fonctionnement au gaz de pétrole liquéfié (GPL). Par rapport à un moteur à carburateur, il n'y a qu'une légère baisse de performance (environ 5 %) et une consommation supplémentaire d'environ 20 % en fonctionnement au gaz. Les avantages du fonctionnement au gaz sont le respect de l'environnement en raison de la très faible proportion de polluants dans les gaz d'échappement, la haute résistance au cognement du GPL et, en particulier, le faible prix du gaz liquide avec une bonne disponibilité dans de nombreux pays.
La transition lors du changement de type de carburant est presque sans à-coups. Ceci a été réalisé en disposant la partie mélangeur de gaz derrière la manette des gaz, qui a été réalisé pour la première fois, et un nouveau type de vanne de commande de mélange permettait d'activer la manette des gaz de manière synchrone. La BMW Série 5 pouvait être conduite à la fois à l'essence et au gaz, de sorte que le rayon d'action était étendu. Un interrupteur à bascule permettait de basculer entre le fonctionnement à l'essence et au gaz pendant la conduite. Le goulot de remplissage de gaz était placé à côté de celui du carburant, c'est pourquoi la BMW au fonctionnement au gaz ne peut pas être distinguée d'une BMW à entraînement conventionnel. Le réservoir de gaz logé dans le coffre entre les timoneries est fermé par un volet et tous les autres agrégats du système de gaz liquide étaient logés dans le compartiment moteur.

### Lifting (1984)
En 1984, BMW a également présenté la 535i en tant que nouveau modèle haut de gamme aux États-Unis et en Europe, en Europe, il était possible de choisir un convertisseur catalytique des gaz d'échappement ou non. Les 518 et 533i ont été abandonnées. De légères modifications ont été apportées à l'apparence et à la technologie à partir de l'automne de la même année. Le changement extérieur le plus frappant est le tablier avant aérodynamiquement révisé, qui semble un peu plus volumineux et arrondi en conséquence. Le coefficient de traînée (cx) était maintenant de 0,37. Les enjoliveurs en acier inoxydable, qui étaient de série sur les modèles à plus gros moteurs, ont cédé la place, comme sur les autres modèles de BMW, à des enjoliveurs en plastique peint en argent métallisé, qui ont légèrement augmenté de diamètre avec le temps et ont finalement complètement recouvert les jantes. L'antenne radio, également automatique si désiré, a été déplacée depuis l'aile avant gauche vers le panneau latéral arrière droit, et plus tard vers la gauche.
L'intérieur est resté presque inchangé. Seule la forme de certains interrupteurs, comme l'interrupteur d'éclairage, a été modifiée. Les appuie-tête ont été lissés et privés de leurs «oreilles». À partir de mi-1985 environ, la tuyauterie dans les housses de siège entre la surface du siège et les traversins latéraux a été omise. Un airbag conducteur était désormais disponible en option pour 2 310 Deutsche Mark.

### M5, M535i et 535is (1984-1987)
Basé sur la 535i, BMW a également présenté la M535i à l'automne 1984. Elle se distingue notamment par ses "spoilers", qui trouvaient à l’avant et à l’arrière, ses jupes latérales et ses panneaux de passage de roue ainsi que son aileron arrière volumineux. Des roues TRX de forme spéciale avec des pneus 220/55VR390TR et une suspension sport M-Technic (abaissement du véhicule d'environ 20 mm) étaient disponibles de série pour ce modèle. Les sièges sport et le différentiel à blocage sont installés d’usine. La M535i n'était pas disponible sur le marché nord-américain, à la place il y avait la 535is d'environ 1986, qui était également basé sur la 535i mais avec un spoiler avant et une lèvre de spoiler arrière et une suspension sport, mais qui n'était pas équipé de jupes latérales élargies.
À peu près au même moment que la M535i, M-Motorsport GmbH a présenté la première BMW M5. Elle a le code d'usine E28S et elle était fabriquée à la main. La caractéristique la plus importante parmi de nombreux changements plus ou moins mineurs apportés aux berlines E28 "normales" était la motorisation avec le moteur appelé M88/3 en interne, qui était également utilisé dans la M635CSi (également un produit de BMW Motorsport GmbH) et qui avait été développé à l'origine pour la voiture de sport M1. Ce moteur six cylindres, qui, dans l'E28S allemande, n'était disponible que sans convertisseur catalytique à commande lambda, contrairement à la M635CSi, dispose de quatre soupapes par cylindre et de six manettes de gaz individuels. Elle a une cylindrée de 3,5 litres et délivre 210 kW (286 ch). À l'été 1985, la M5 est entrée en production de série. Cependant, le marché de vente le plus important pour la première BMW M5 était le marché nord-américain, 1 340 des 2 241 BMW M5 E28S construites y ont été vendues, ce qui correspond à une part d'environ 60 %. Pour cette raison, un modèle spécial pour le marché nord-américain a été développé pour la première M5 afin de répondre aux exigences des clients là-bas; comme les autres modèles d’E28 pour le marché nord-américain, elle a des pare-chocs modifiés. La production du modèle nord-américain a commencé en 1986. Contrairement au modèle allemand, le modèle nord-américain dispose d'un convertisseur catalytique d'échappement, avec lequel le moteur produit 191 kW. Ce moteur est appelé S38B35, mais il est techniquement basé sur le moteur M88 utilisé dans le modèle allemand. La maniabilité de l'E28S était considérée comme impressionnante dans les années 1980.

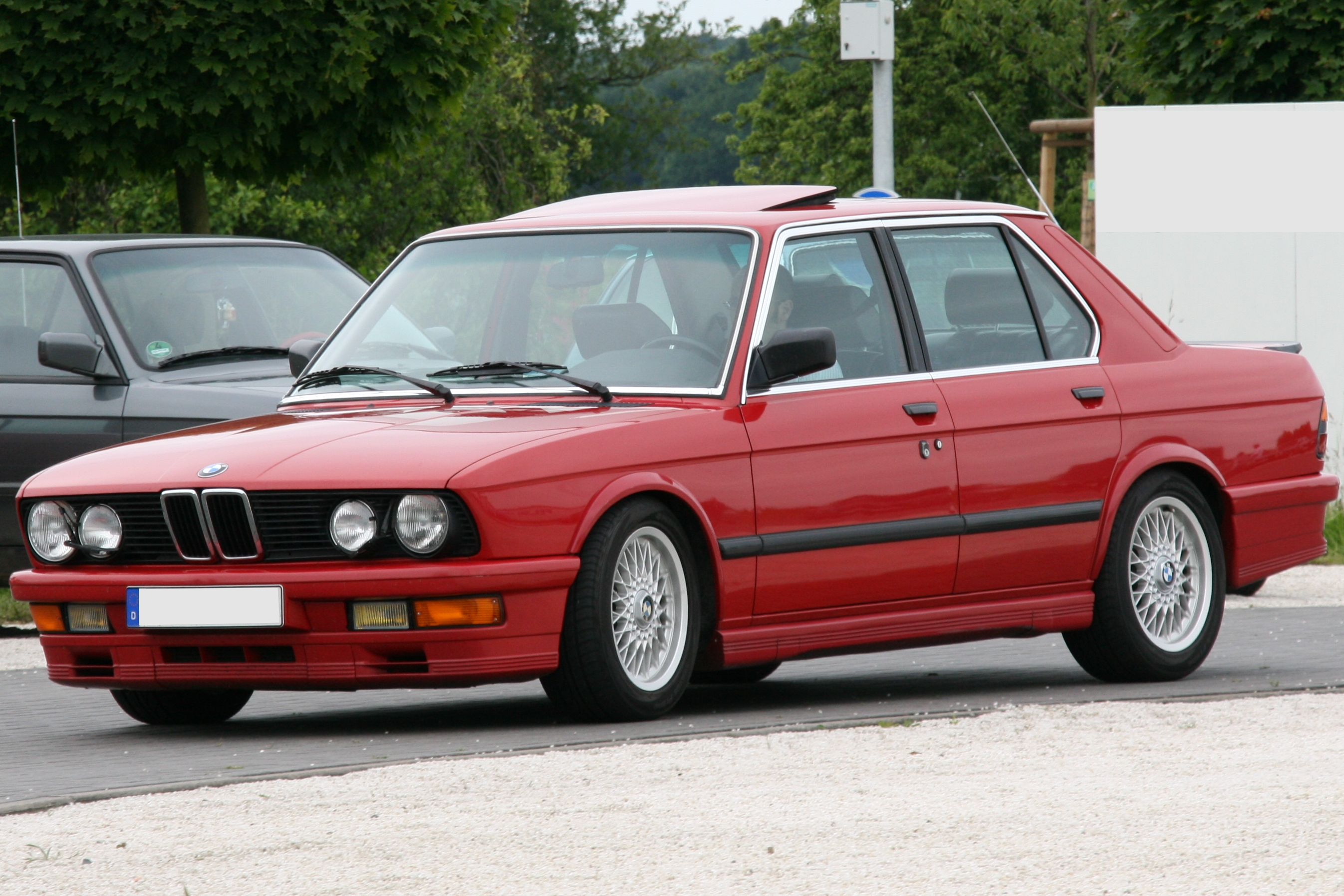
BMW M535i (1984–1987)
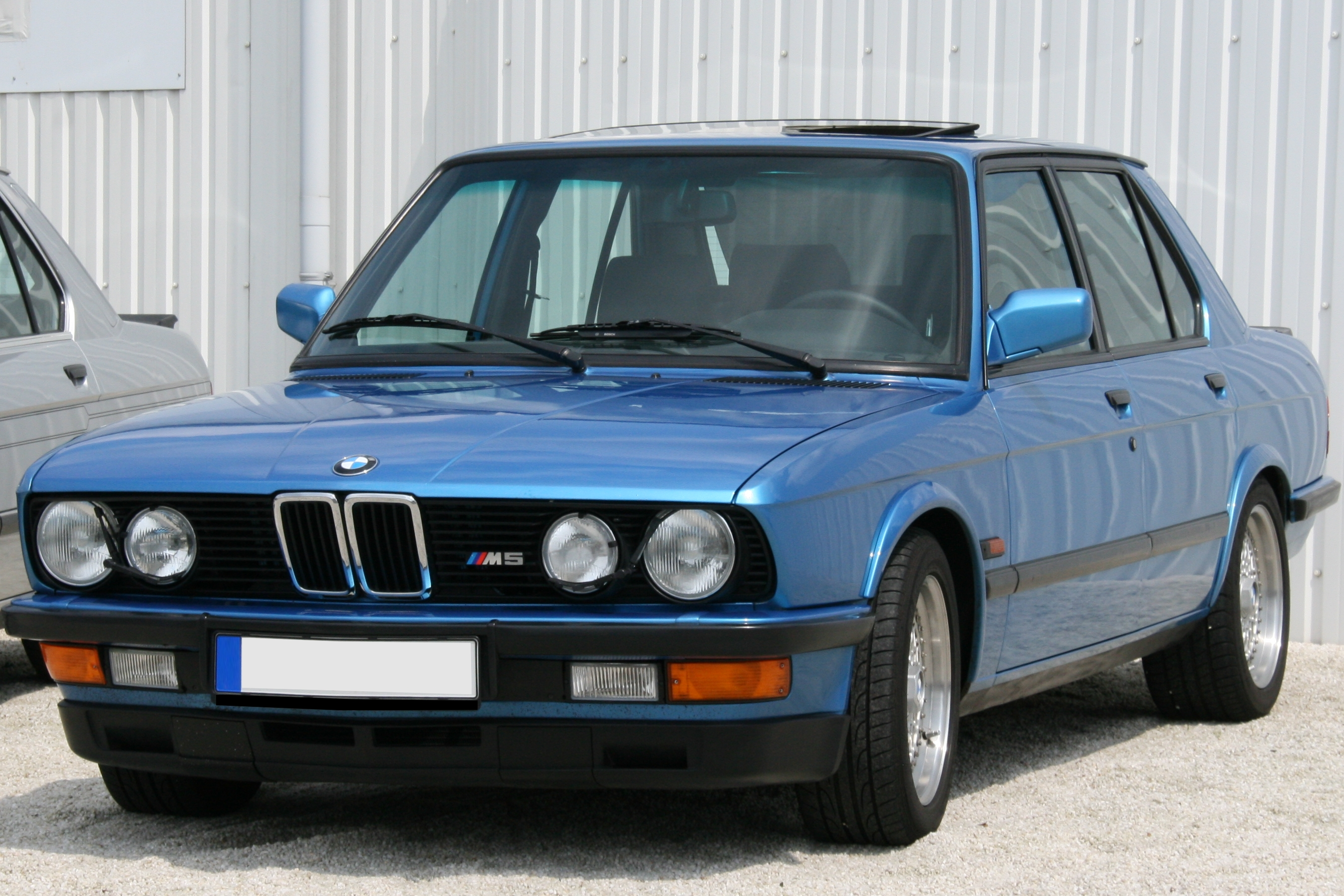
BMW M5 (1985–1987)
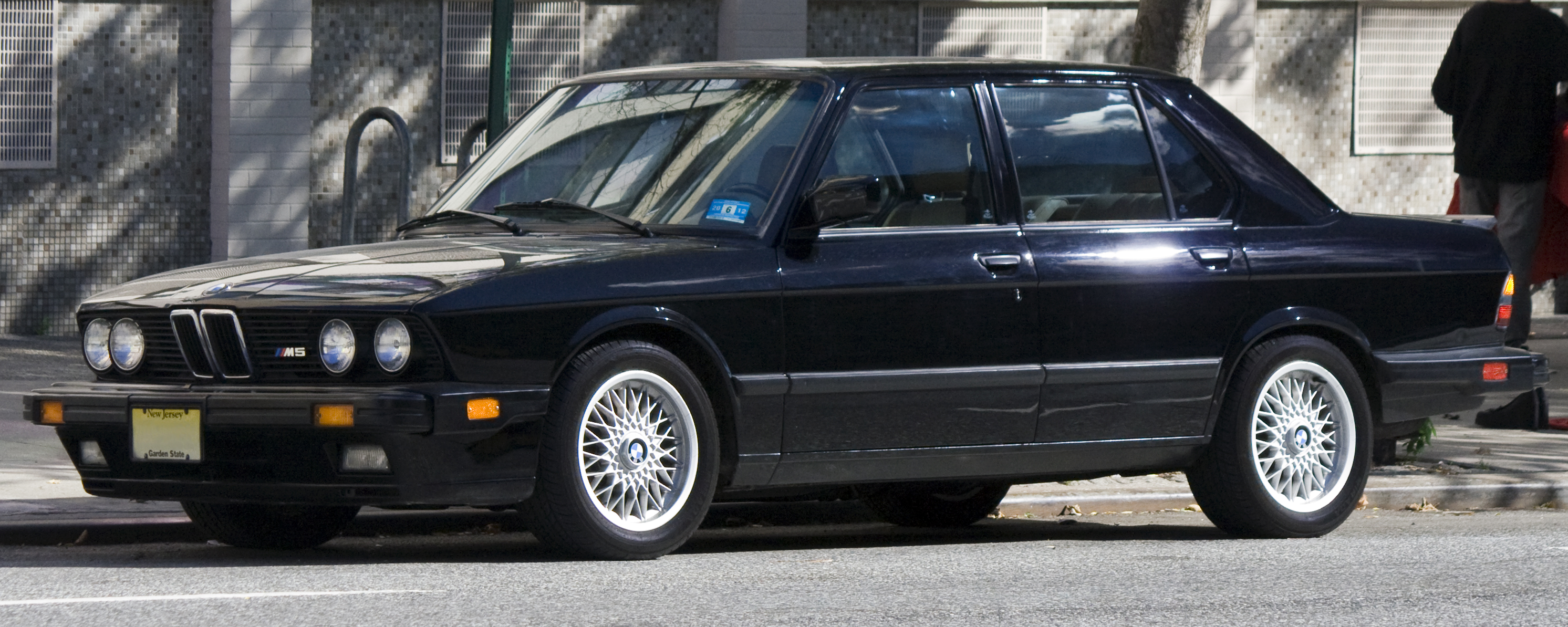
BMW M5 nord-américaine (1986)
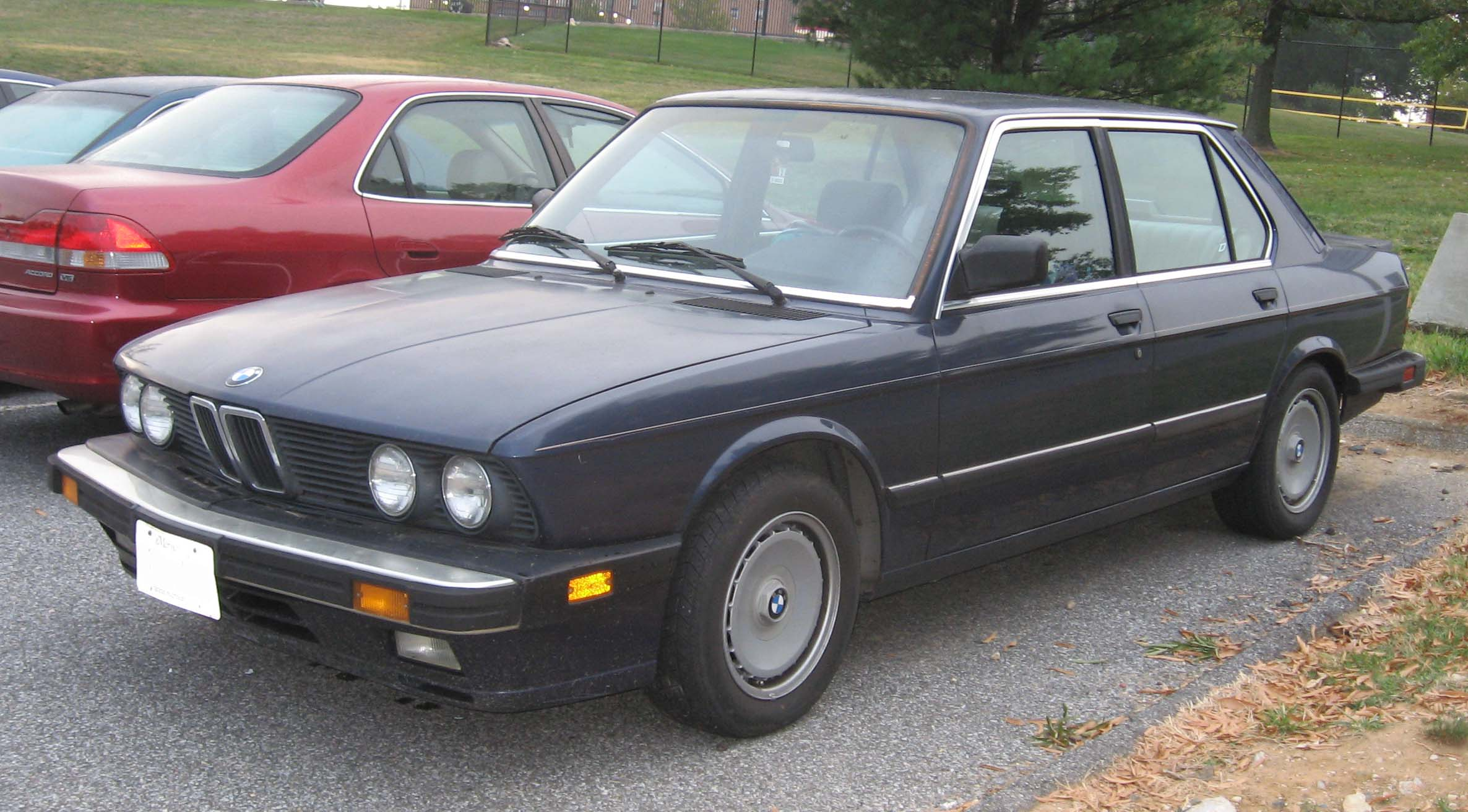
535is (1986)

### Changements techniques de 1985 jusqu’à la fin de la production (1985-1987)

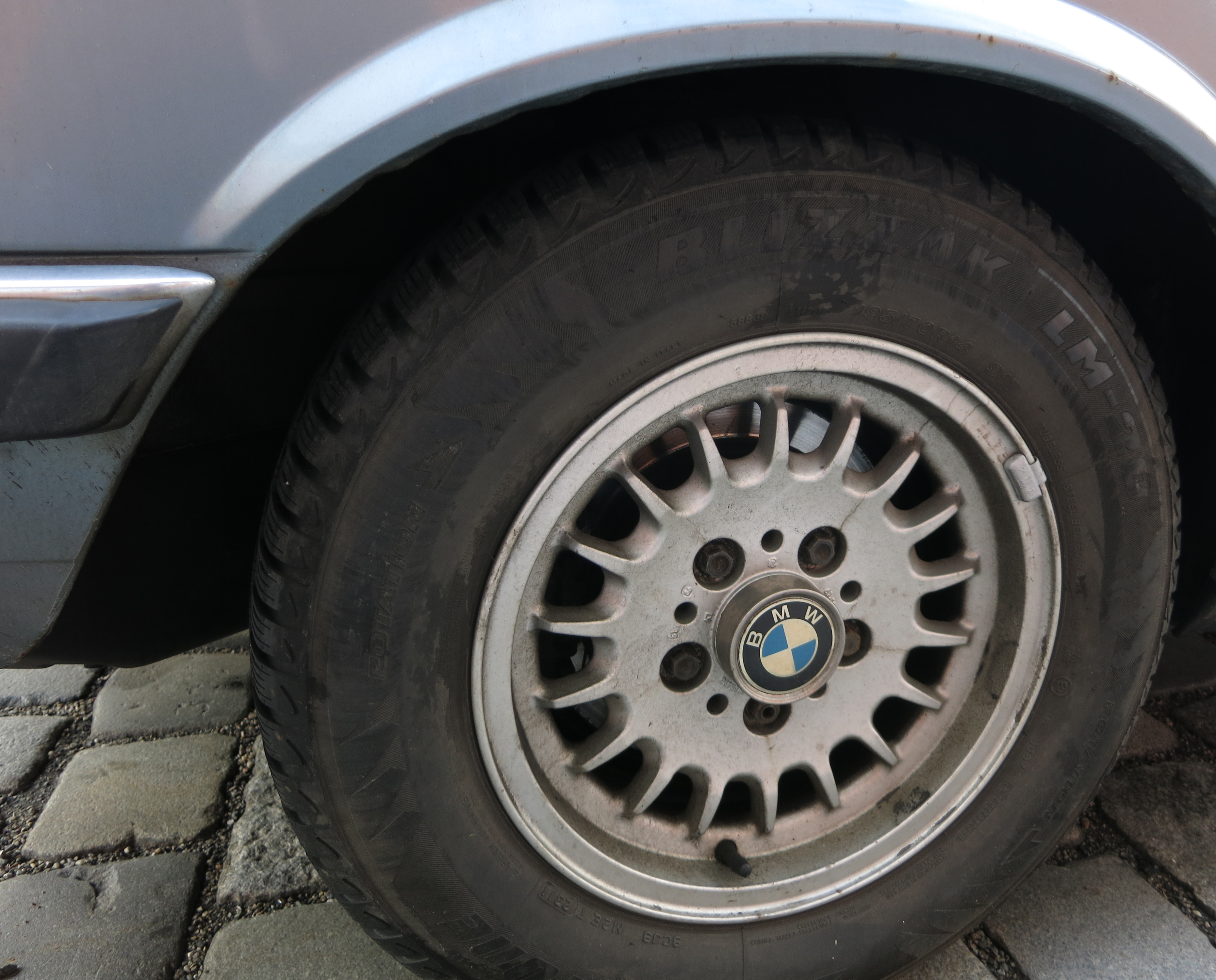
Roue de taille standard avec un diamètre de 356 mm (14 pouces). Les freins à disque sur les roues arrière de la 520i deviennent un équipement de série à partir de 1986

En Allemagne, certains modèles étaient également disponibles avec un convertisseur catalytique à partir de 1985. Cela était d'abord affecté sur la 525e et la 535i/M535i, suivi plus tard par la 520i. À partir de 1986, la 520i n'était plus disponible sans convertisseur catalytique et elle a également reçu une augmentation de la puissance, passant de 92 kW à 95 kW. Étant donné que l'essence sans plomb n'était initialement disponible que sous forme d'essence ordinaire avec un indice d’octane de 91, tous les modèles équipés d’usine d'un convertisseur catalytique ou préparés pour l'installation ultérieure d'un convertisseur catalytique ont été conçus pour cela et donc équipés de moteurs à faible compression. L'électronique du moteur a également été adaptée dans ces cas. Les modèles qui n'ont pas de convertisseur catalytique de gaz d'échappement et qui n'ont pas été préparés d’usine pour un tel convertisseur ont toujours été conçus pour une résistance au cognement de l'essence avec un indice d’octane de 98. Les moteurs BMW construits avant 1983 et sans convertisseur catalytique nécessitent également de l'essence au plomb pour lubrifier les inserts de soupape.
Au salon de Genève de mars 1986, BMW présente un modèle diesel à puissance moteur réduite, la 524d. La 524d est propulsée par un moteur diesel M21 à aspiration naturelle, contrairement à la 524td dotée d'un turbo. La puissance du moteur est ici de 63 kW. La 524d n'était vendue que dans les pays où les véhicules diesel de faible puissance offraient des avantages fiscaux ou d'assurance. Les marchés de vente les plus importants étaient la France et l'Italie. À partir de l'automne 1986, les modèles à partir de la 520i ont reçu un essieu arrière à bras semi-tirés avec un balayage de 13 degrés et les liens supplémentaires de la 528i, ainsi que des freins à disque à l'arrière. L'ABS était désormais de série sur la 528i. L'équipement standard de la 518i a été amélioré avec une direction assistée, un tachymètre et des vitres avant électriques. Les 520i, 524td et 525e étaient équipées de pneus 195/70 R 14 plus gros.
La production de l’E28 a pris fin en décembre 1987. En janvier 1988, elle a été remplacée par la gamme E34. En Afrique du Sud, la production de l'E28, qui y était assemblée à partir de kits, n'a commencé qu'en 1985, après que l’E12 précédente y ait été construite depuis 1982 avec l'intérieur et les moteurs de la nouvelle gamme en tant que gamme hybride E12/8,. La gamme a également été remplacée plus tard (1989) qu’en Allemagne par la gamme E34,. Enfin, la BMW E28 est considérée comme un succès économique pour BMW.

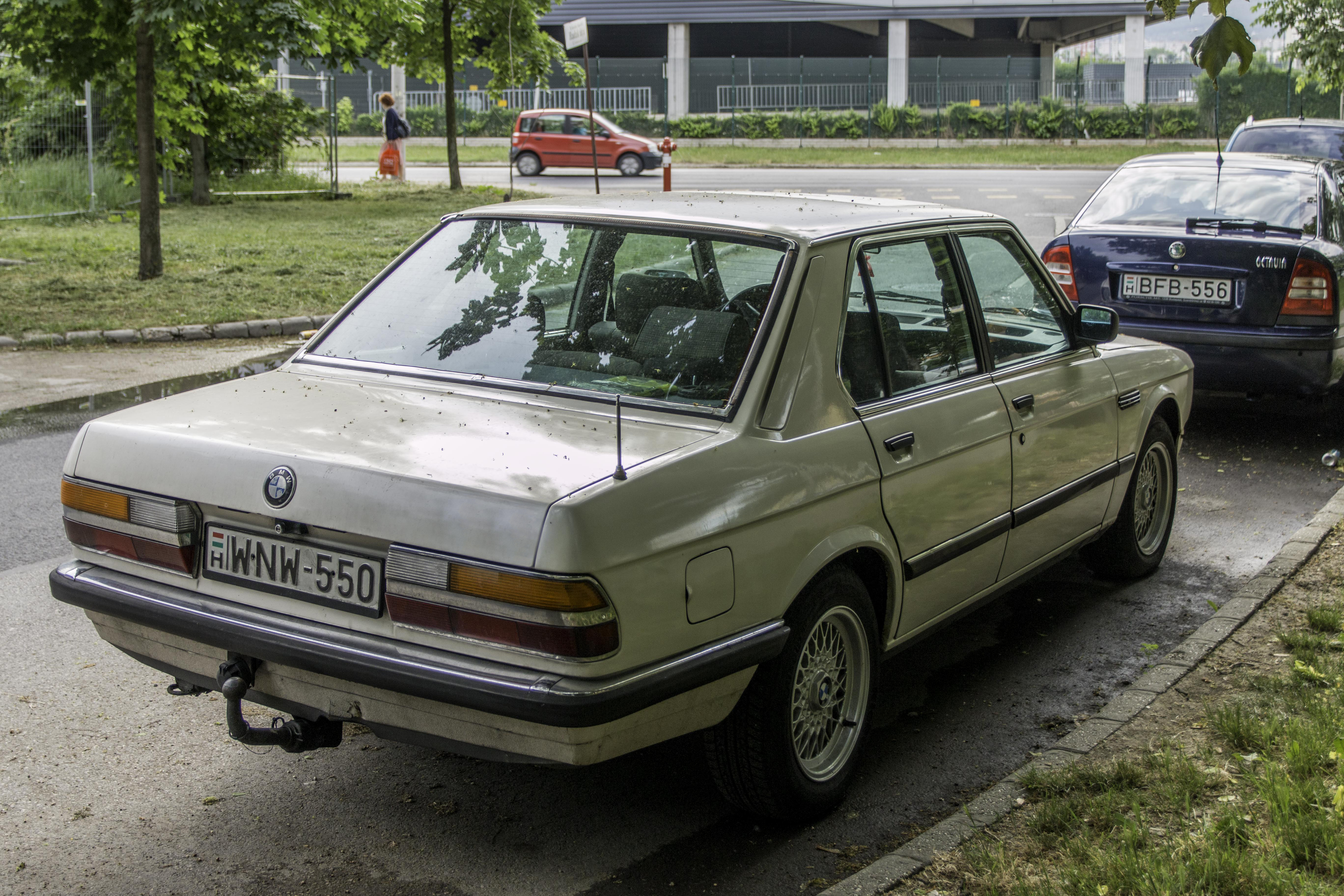
524td (1986), vue arrière, prise en mai 2018
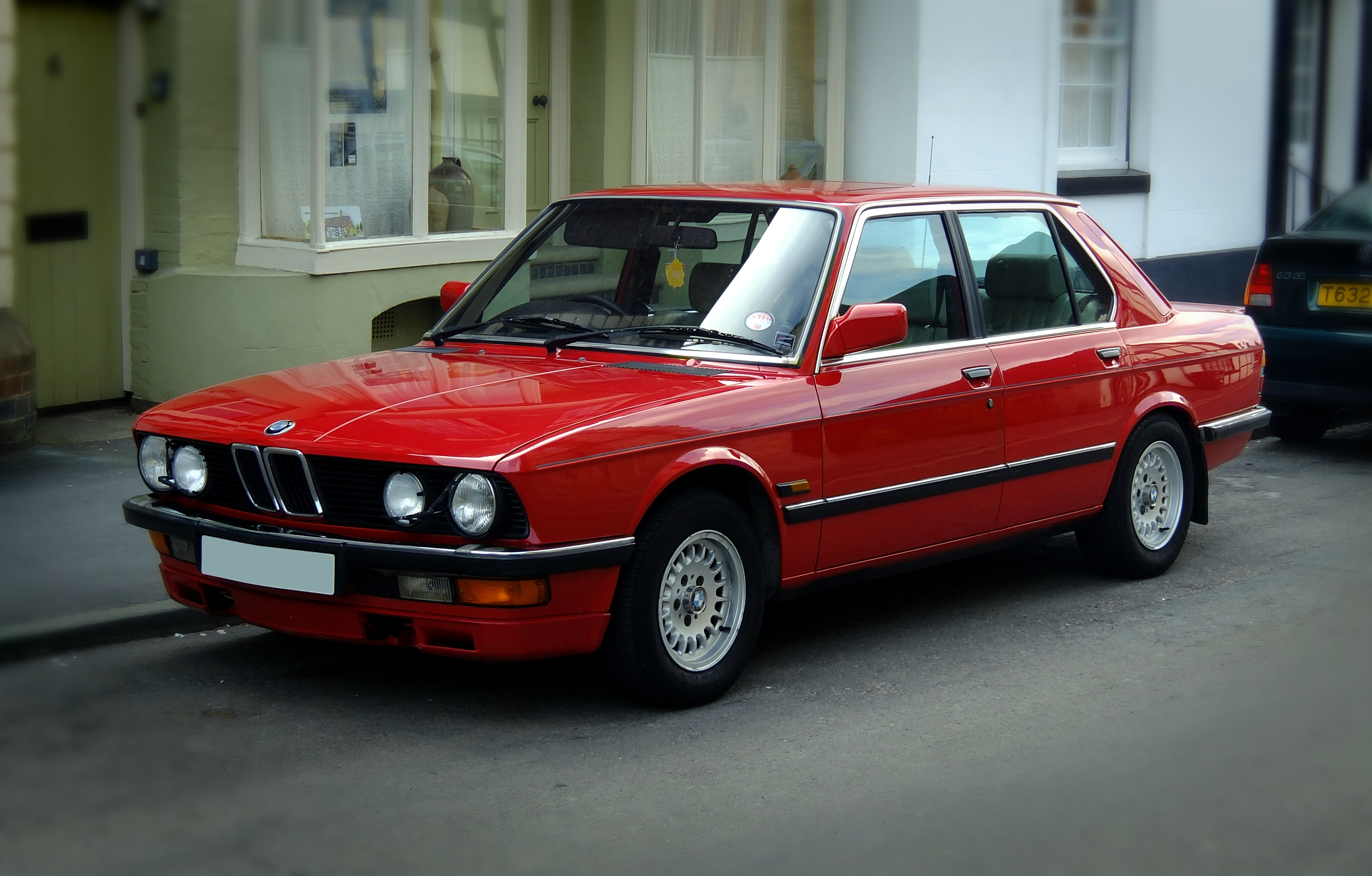
525e (1985)

## L’E28 et la concurrence

### Positionnement sur le marché
La BMW E28 était considérée comme une grande routière selon les normes des années 1980. Environ 71 % de toutes les E28 construites avaient une puissance entre 85 kW et 95 kW. Dans cette catégorie, des magazines automobiles tels que Auto motor und sport ont comparé la 520i (92 kW) avec d’importants modèles concurrents tels que la Mercedes-Benz W 124 200 (80 kW), l’Audi 100 Type 44 2.0 (85 kW), la Ford Scorpio 2.0 i GL (85 kW) et l’Opel Rekord E2 2.2i CD (85 kW). La 524td avec son moteur diesel de 85 kW a notamment été comparée à des véhicules tels que la Volvo 760 GLE Turbodiesel (82 kW) et la Mercedes-Benz W 124 300 D (80 kW). La 528i (135 kW), qui s’est imposée face à des véhicules tels que l’Audi 200 Type 44 2.1 Turbo (134 kW), la Mercedes-Benz W 123 280 E (136 kW) et la Volvo 760 Turbo (127 kW), a également réalisé des performances plus importantes. En termes de conception de châssis et de carrosserie, la BMW E28 était considérée comme dépassée en 1985, par exemple, l’Audi 100 Type 44 avait une carrosserie beaucoup plus profilée avec un coefficient de traînée de 0,30 (0,37 pour l’E28) et la Mercedes-Benz W 124 disposait d’un essieu multibras avancé (essieu à bras semi-tirés pour l’E28).

### Modèles
BMW a proposé l’E28 dans les modèles suivants :
- 518 : modèle de base, avec moteur quatre cylindres à carburateur et équipement simple. Construite jusqu’en 1984.
- 518i : comme la 518, mais avec injection de collecteur. Initialement uniquement pour l’exportation, également disponible en Allemagne à partir de 1983; construite sur toute la période de production.
- 520i : modèle de base avec moteur essence six cylindres; construite sur toute la période de production pour le marché européen. Disponible avec pot catalytique à partir de 1985.

524td : modèle de base avec moteur diesel six cylindres; pour le marché mondial, construite à partir de 1983.
- 524d : modèle diesel sans turbocompresseur à gaz d’échappement et donc moins de puissance moteur; principalement pour le marché du sud de l’Europe, construite en petit nombre à partir de 1986.
- 525i : modèle haut de gamme avec moteur essence six cylindres; pour le marché européen, construite sur toute la période de production.
- 528e : modèle de base avec moteur essence six cylindres et convertisseur catalytique pour les marches nord-américain et japonais, construite sur toute la période de production.
- 525e : modèle basé sur la 528e conçu pour une faible consommation pour le marché européen; comme la 528e mais avec un équipement simplifié. Construite à partir de 1983.
- 528i : modèle haut de gamme avec un moteur essence six cylindres et un châssis plus ferme. Construite sur toute la période de production.
- 533i : modèle haut de gamme avec moteur essence six cylindres pour le marché nord-américain, avec pot catalytique. Construite de 1982 à 1984.
- 535i : modèle haut de gamme avec moteur essence six cylindres pour le marché mondial. Construite à partir de 1983, disponible en Europe à partir de 1984. Avec convertisseur catalytique en option.
- M535i : modèle sportif basé sur la 535i, modifications de carrosserie supplémentaires; pour le marché européen; construite à partir de 1984, sans convertisseur catalytique en option.
- 535is : modèle haut de gamme pour le marché nord-américain, comme la 535i mais avec un équipement plus sportif. Construite à partir de 1986, avec convertisseur catalytique.
- M5 : modèle haut de gamme de BMW M-Motorsport GmbH, avec son propre code d’usine (E28S au lieu d’E28). Les modèles destinés aux marchés européen et nord-américain diffèrent fondamentalement par leurs moteurs. Convertisseur catalytique uniquement pour les modèles américains. Construite à partir de 1984.

Le premier chiffre de la désignation du modèle identifie la BMW Série 5, les deux derniers chiffres de la désignation du modèle indiquent généralement la cylindrée en décilitres arrondie au nombre entier le plus proche. Les exceptions sont les modèles Eta, 525e et 528e, qui ont un moteur de 2,7 litres, et les deux modèles diesel, où les chiffres de cylindrée ont été arrondis.
Le prix du modèle de base, la 518 (66 kW), commençait à 21 350 Deutsche Mark en octobre 1981, tandis que la 520i (92 kW) coûtait 25 400 Deutsche Mark. Le prix de base de la 525e (92 kW) était de 30 165 Deutsche Mark en 1983, la 524td (85 kW) coûtait 32 200 Deutsche Mark.

## Quantités
Au total, BMW a construit 722 328 E28.
| Modèle | 518    | 518i   | 520i    | 525e   | 528e   | 525i   | 528i   | 533i   | 535i   | M535i | 524d  | 524td  | M5    |
| ------ | ------ | ------ | ------- | ------ | ------ | ------ | ------ | ------ | ------ | ----- | ----- | ------ | ----- |
|        | 40.906 | 48.056 | 216.469 | 40.621 | 89.853 | 54.063 | 82.374 | 12.797 | 37.024 | 9.483 | 4.239 | 74.602 | 2.241 |

## Séries et équipements spéciaux

### Edition
Vers le printemps 1986, les modèles équipés des moteurs M20 et M21 (ainsi que certaines versions d’exportation de la 518i) étaient également proposés en tant que modèles Edition, qui étaient plus luxueusement équipés avec des extras qui ne pouvaient autrement être commandés que sur demande, comme un toit ouvrant, volant sport, pommeau de levier de vitesse en cuir, vitres électriques à l’avant, quatre appuie-tête, équipement en velours et vitrages calorifuges. Une banquette arrière avec des dossiers de siège formés individuellement à droite et à gauche, un grand accoudoir central et une plage arrière adaptée des variantes avec le moteur M30 étaient également installés ici.

### Shadowline

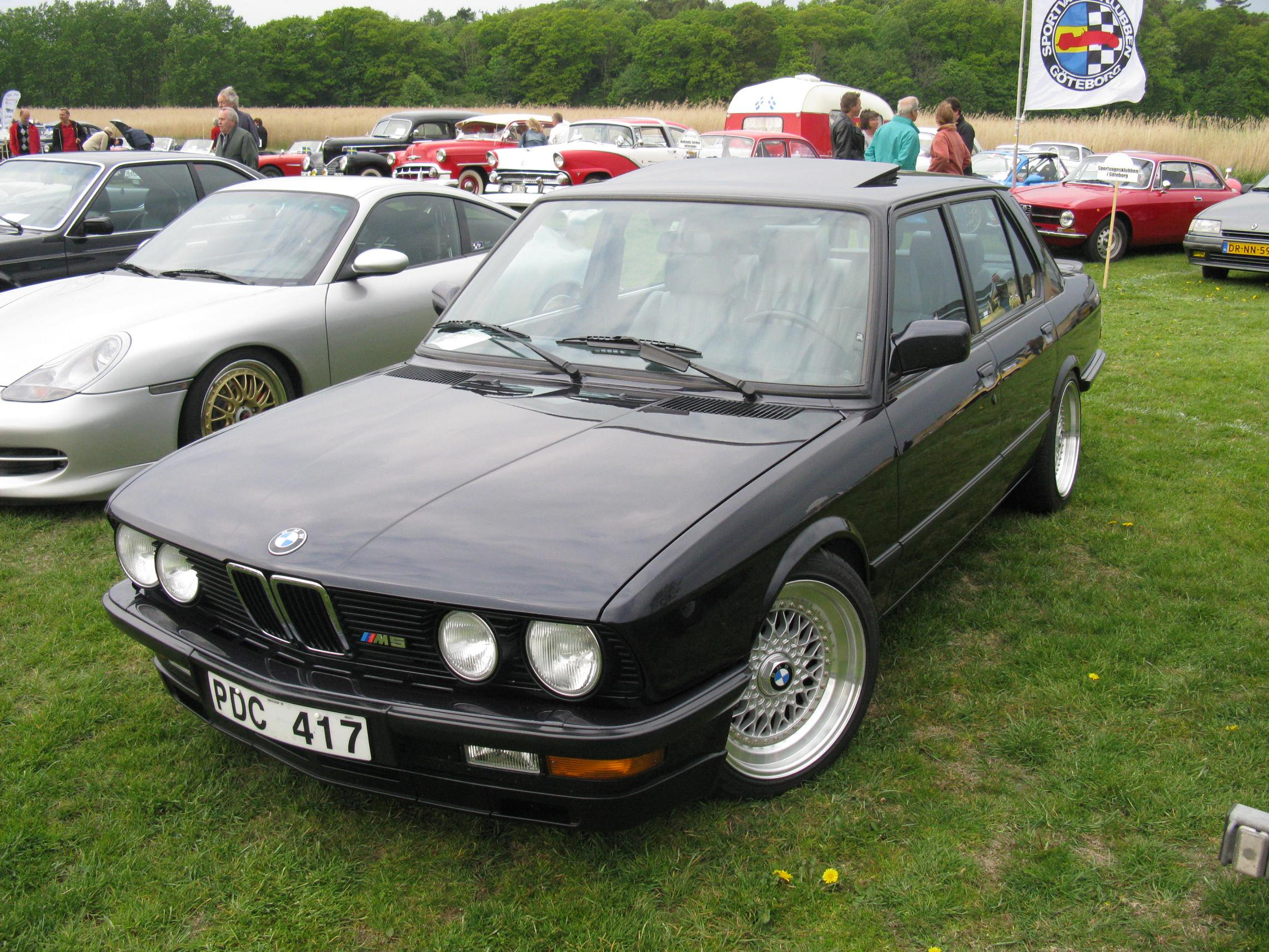
BMW M5 mit avec équipement Shadowline

La ligne de finition Shadowline était disponible à partir de 1986. Elle pouvait être commandée pour toutes les voitures peintes en Diamantschwartz (181), Delphin (184) ou Lachssilber (203). Avec l’équipement Shadowline, toutes les pièces chromées et en acier inoxydable sont colorées en noir ou anodisées - à l’exception des roues. Le pare-chocs et les rétroviseurs extérieurs sont peints couleur carrosserie.

### Versions de préparateur et conversions

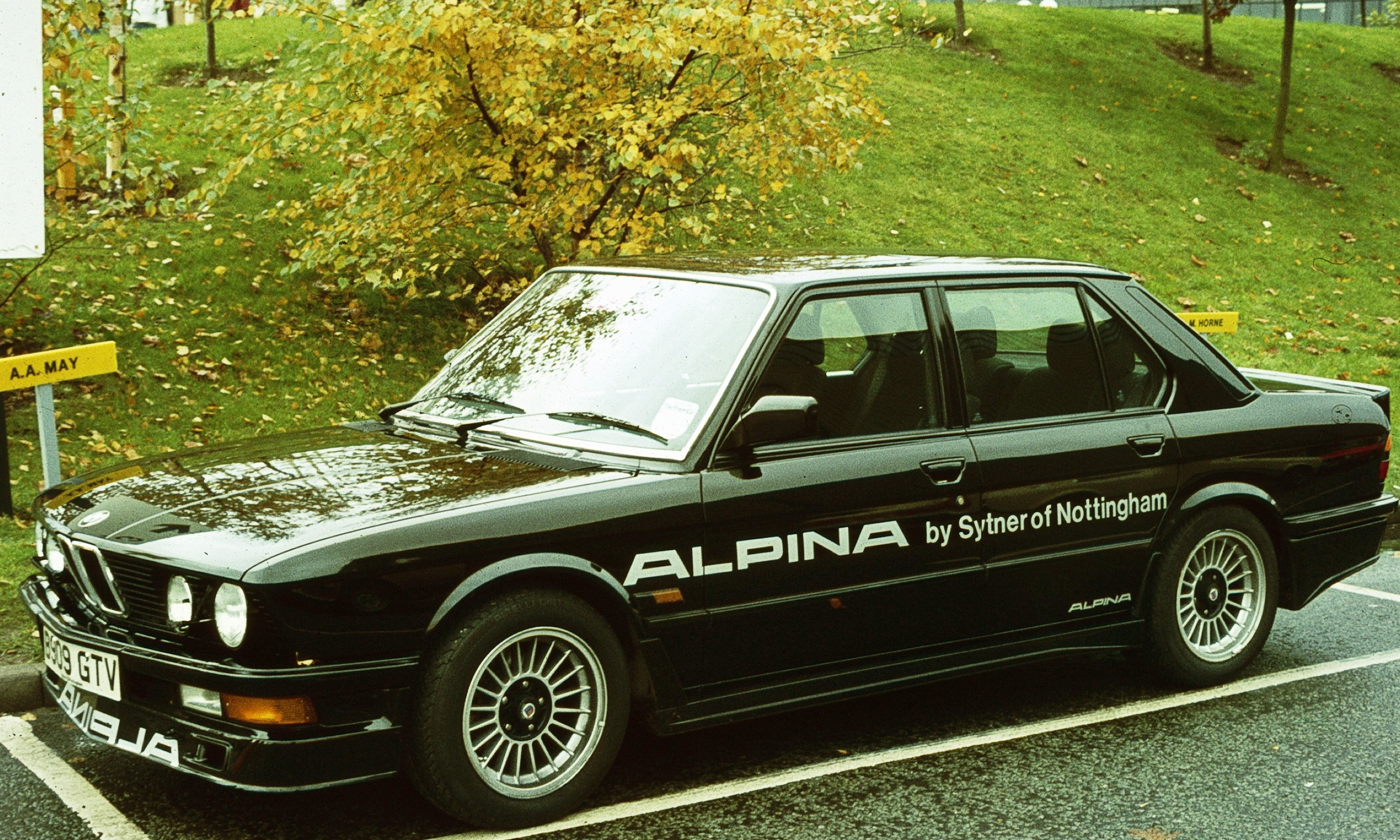
Alpina B9

Certains préparateurs de véhicules et carrossiers ont proposé des variantes modifiées de l’E28. Il y avait des versions d’Alpina, AC Schnitzer et Hartge. Schulz a converti certaines E28 en versions Touring (break), puisque BMW n’a jamais proposé l’E28 en tant que break d’usine. Schulz aurait créé 32 E28 break. Avant que BMW ne propose l’E28 avec la version du moteur M30 de 160 kW et 3,5 litres en Europe, la conversion de la 528i vers ce moteur plus gros et plus puissant était particulièrement populaire. En plus de la conversion pure du moteur, le châssis ou l’intérieur étaient souvent révisés.
Sur la base de l’E28, Schnitzer a construit le modèle S3.5, dont le moteur a une culasse modifiée, des pistons forgés, un arbre à cames avec plus de chevauchement de calage des soupapes, un collecteur d’échappement de ventilateur et un refroidisseur d’huile. Avec ces modifications, le moteur produisait 180 kW. Le châssis était équipé de ressorts plus durs et d’amortisseurs Bilstein et la carrosserie était abaissée de 20 mm. Avec la transmission standard à rapport élevé inchangé, la vitesse maximale était de 240 km/h.
À partir de novembre 1981, Alpina proposa la B9 3.5, qui utilisait également un moteur de 3,5 litres avec des composants modifiés (culasse, pistons, arbre à cames et Motronic). Ici, la puissance est également de 180 kW et la vitesse de pointe est de 240 km/h. La B9 a été remplacée à partir de 1985 par la B10, qui dispose d’un moteur atmosphérique de 3,5 litres plus puissant d’une puissance de 192 kW. De plus, Alpina proposait la B7 Turbo, qui, avec un moteur turbocompressé qui avait initialement 221 kW puis 235 kW, atteignait une vitesse de pointe de plus de 260 km/h.

## Description technique
La BMW E28 est une berline quatre portes avec un moteur avant monté longitudinalement et une propulsion arrière. La carrosserie est autoportante. D’une longueur de 4 620 mm, la voiture mesure 1 700 mm de large, 1 415 mm de haut et a un empattement de 2 625 mm. La voie des roues avant est de 1 430 mm, celle des roues arrière est de 1 470 mm ou 1 460 mm. Selon l’équipement, la voiture pèse entre 1 140 kg et 1 410 kg (poids à vide).

### Châssis
Les roues avant sont suspendues individuellement sur des jambes de force MacPherson avec des amortisseurs à double effet et des ressorts hélicoïdaux, des triangles et des tirants séparés. Cette conception, également connue sous le nom d’essieu à double articulation, se traduit par un petit rayon de frottement. De plus, un ressort de barre de torsion monté sur caoutchouc est installé en tant que stabilisateur. L’essieu arrière est un essieu oscillant. Depuis les modèles les plus faibles jusqu’à la 525i, il a un angle de balayage de 20°, à partir de la 528i, il est de 13°. Cela se traduit par un changement de largeur de voie plus petit lors de la compression et du rebond, moins de changements de carrossage des roues, une réduction de la plongée au démarrage et un comportement d’auto-direction qui dépend moins de la charge utile. Les maillons sont montés sur un support en forme de delta qui est monté en trois points sur la carrosserie. Les roulements du support sont en caoutchouc et peuvent se déplacer dans le sens longitudinal. Les roues sont guidées sur les bras tirés; les ressorts sont placés autour des amortisseurs. Les modèles à partir de la 528i ont un stabilisateur de torsion sur l’essieu arrière,.
Des roues à jante en acier et des roues à jante en alliage étaient disponibles d’usine pour l’E28. La dimension d’une roue standard est de 6 J x 14 H2. Des roues plus larges ou plus étroites d’un demi-pouce (12,7 mm) conviennent également. Le déport de roue est de +22 mm pour toutes les roues. Initialement, les roues à jante en acier avec la plus petite largeur de jante (5½ J x 14 H2) étaient standard, les roues plus grandes étaient soumises à un supplément. Les roues plus grandes sont ensuite devenues la norme. L’E28 est disponible en versions conduite à gauche et conduite à droite. La direction standard est soit une direction à recirculation de billes ZF (direction à écrou sphérique) avec effet direction assistée dépendant de la vitesse, soit une direction Gemmer de ZF avec vis sans fin globoïde et rouleau denté (direction à vis sans fin) sur les 518 et 518i,.

### Système de freinage

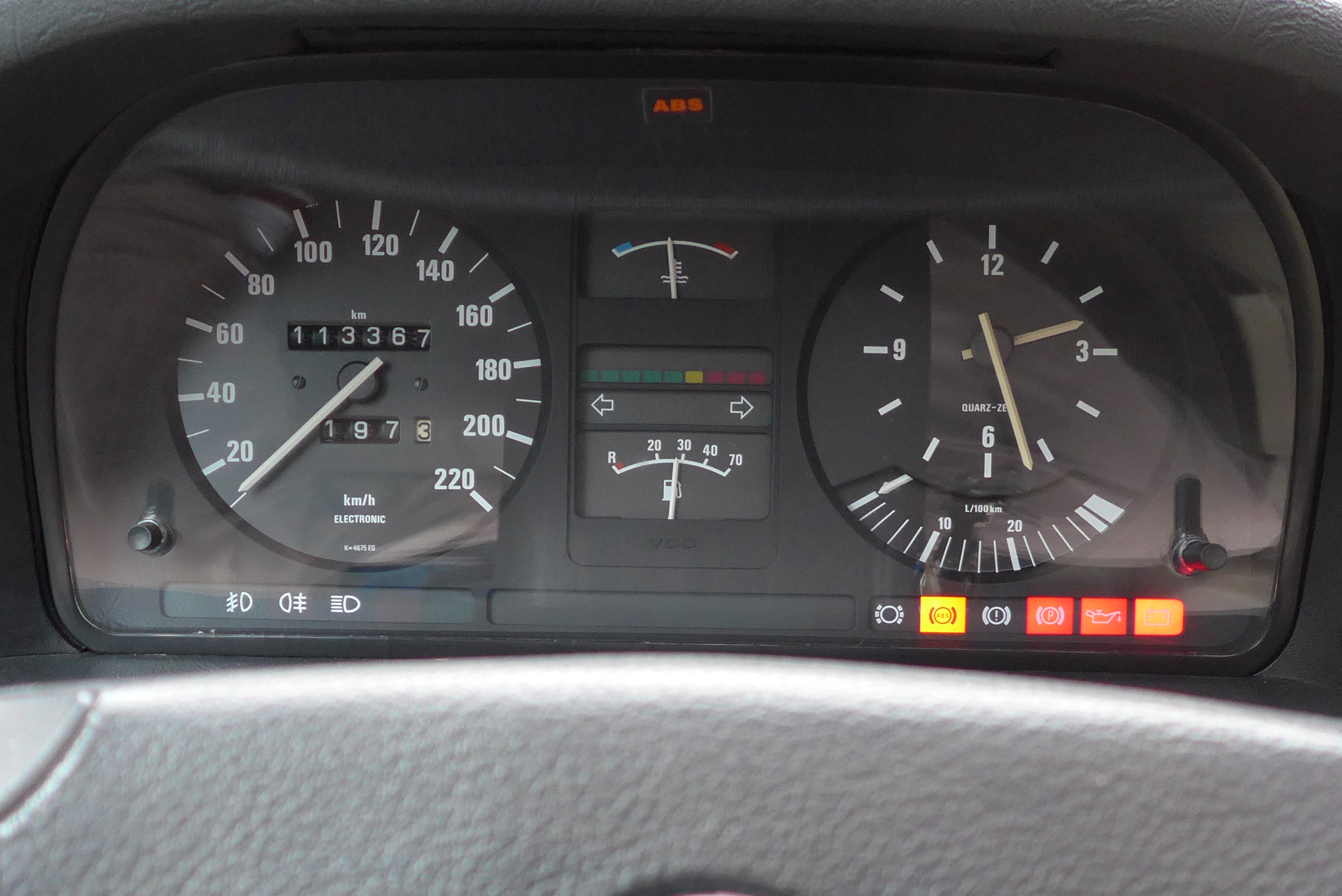
Instruments d’une 525e. Les E28 avec ABS ont un autocollant ABS au-dessus des jauges et un voyant ABS jaune (cinquième à partir de la droite)

Le système de freinage est un système de freinage hydraulique à double circuit diagonal avec servofrein. La force de freinage agit sur les roues avant sur des disques de frein qui, à l’exception de ceux de la 518, sont ventilés intérieurement. Jusqu’en 1986, les modèles d’une cylindrée allant jusqu’à 2,4 litres avaient des freins à tambour installés sur les roues arrière; Dès le départ, BMW a également installé des freins à disque sur les modèles d’une cylindrée à partir de 2,5 litres - mais sans ventilation interne. Les diamètres des disques de frein sont respectivement de 284 mm à 282 mm, les freins à tambour ont un diamètre de 250 mm. À partir de l’été 1986, BMW utilise des plaquettes de frein sans amiante sur toutes les gammes et équipe tous les modèles - à l’exception de la 518i - de freins à disque également sur l’essieu arrière.
Pour éviter le blocage des roues lors du freinage, l’E28 pouvait être équipée d’un système de freinage antiblocage (ABS) moyennant un supplément (équipement de série à partir de 1986 et à partir de la 528i). Les véhicules équipés de l’ABS ont toujours des freins à disque sur les roues arrière, quelle que soit leur motorisation. L’ABS s’active automatiquement lorsque la clé de contact est tournée et que la vitesse dépasse 12 km/h pour la première fois. Après cela, l’ABS régule toutes les opérations de freinage dans la plage de blocage si la vitesse du véhicule dépasse une valeur d’environ 5/7 km/h. En cas de dysfonctionnement ou si la tension de la batterie du véhicule est trop faible (< 10,5 V), l’ABS se désactive automatiquement, ce qui est signalé par l’allumage fixe du voyant ABS sur le tableau de bord.
Sur tous les modèles, le frein à main agit sur les tambours de frein sur les roues arrière.

### Puissance de transmission
Des transmissions manuelles Getrag à quatre et cinq vitesses et des transmissions automatiques ZF à convertisseur à trois et quatre vitesses ont été installées dans l’E28. Au total, quatre différentes transmissions manuelles à cinq vitesses et trois transmissions automatiques étaient disponibles. Dans les transmissions manuelles, le couple est transmis du moteur à l’arbre d’entrée de la transmission via un embrayage monodisque à sec à commande hydraulique avec amortisseur de vibrations de torsion; Dans les transmissions automatiques, cette fonction est assurée par un convertisseur de couple hydrodynamique.
La transmission manuelle à cinq vitesses de base des 518i et 520i est synchronisée en marche avant mais pas en marche arrière. Elle a un rapport de démultiplication légèrement plus long jusqu’à, et y compris, la troisième vitesse. La transmission standard des 525e, 525i, 528i et M535i dispose également d’une marche arrière synchronisée. Une boîte de vitesses sport était également disponible pour les 528i, 535i et M535i, qui avait un rapport de démultiplication plus court dans tous les rapports, la cinquième vitesse correspondait à la quatrième vitesse de la boîte de vitesses standard. Le schéma de changement de vitesse diffère de la boîte de vitesses normale, la première vitesse est en bas à gauche. La 524td dispose d’une boîte de vitesses manuelle avec des rapports de démultiplication particulièrement courts en première et deuxième vitesse, mais les quatrième et cinquième vitesse correspondent à ceux de la boîte de vitesses de base. La 518 est livrée de série avec une boîte de vitesses à quatre rapports, la boîte de vitesses de base à cinq rapports était disponible moyennant un supplément.
Pour les transmissions automatiques, la type 4 HP 22 était utilisée jusques et y compris la 524td, et la type 4 HP 22 EH à partir de la 525e. La boîte de vitesses 3 HP 22 à trois vitesses n’était disponible que jusqu’en 1982. Les deux transmissions à quatre rapports se différencient par leur commande électrohydraulique et un rapport différent sur les deux premiers rapports. Afin d’améliorer l’efficacité, un embrayage de verrouillage du convertisseur de couple est engagé à partir d’un régime moteur d’environ 2 500 tr/min. Les transmissions automatiques n’étaient pas disponibles d’usine dans les 518, 518i, 524d et M5.
La puissance d’entraînement est transmise de la boîte de vitesses au différentiel d’essieu arrière à engrenage conique via un arbre d’entraînement divisé, d’où la puissance est envoyée aux roues arrière via des arbres d’entraînement doubles. Un différentiel multidisque autobloquant avec une valeur de blocage de 25% pouvait également être installé sur demande. Le rapport de transmission de l’entraînement de l’essieu arrière dépend du moteur. Les traductions ont été choisies plus courtes ou plus longues pour certains marchés.

### Moteur
BMW proposait à l’époque tous les moteurs de la gamme des moteurs de BMW pour l’E28. Ceux-ci incluent le moteur diesel M21 et les moteurs essence M10, M20 et M30, y compris les moteurs sportifs qui sont techniquement basés sur eux. À l’exception du moteur quatre cylindres M10, ces moteurs sont à six cylindres en ligne et disposent d’un arbre à cames en tête, d’une culasse à flux croisés, d’une lubrification par circulation de pression et d’une injection indirecte de carburant. Les moteurs essence sont conçus avec une injection dans le collecteur d’admission, le moteur diesel M21 à une injection dans la chambre de turbulence; le M10 était également disponible dans la 518 avec un carburateur à registre à courant descendant,.
Le système de gestion du moteur dépend du modèle de véhicule : les modèles 525e, 528e, 533i, 535i, M535i, 535is, M5 et 520i avec convertisseur catalytique des gaz d’échappement disposent d’une unité de commande numérique du moteur intégrée qui contrôle toutes les fonctions principales du moteur, telles que la formation du mélange, l’allumage et la purification des gaz d’échappement. L’injection du collecteur d’admission de ces modèles fonctionne selon le principe L-Jetronic. Dans les modèles à moteur essence sans unité de commande du moteur, l’injection (ou la formation du mélange) et l’allumage sont séparés : le système d’allumage est un système d’allumage à transistor, tandis que le système d’injection est également un L/LE-Jetronic à commande électronique. Les exceptions ici sont les premiers modèles de 520i, qui ont un système d’injection mécanique K-Jetronic avec un diviseur de débit, et la 518 avec un carburateur 2B4. De 1983 à 1984, la 518 était équipée d’un carburateur 2BE à commande électronique. Les modèles diesel ont une pompe à injection de distributeur,. Tous les modèles avec commande électronique du moteur ont une coupure de dépassement qui interrompt l’alimentation en carburant en cas de dépassement à des vitesses supérieures à 1 200 tr/min.
Dans l’E28, le moteur est installé en pente dans le sens de la longueur au-dessus de l’essieu avant, il est monté sur le support d’essieu avant et boulonné à la transmission à l’arrière. Les moteurs sont refroidis à l’eau, pour tous les modèles, le refroidisseur est un refroidisseur à tube à ailettes à flux croisé. Le ventilateur est mis en marche en fonction de la température au moyen d’un visco-coupleur. Si la climatisation est installée, l’E28 dispose d’un autre ventilateur électrique. Les modèles à transmission automatique ont également un refroidisseur d’huile de transmission, la 524td et la M535i ont également un refroidisseur d’huile moteur sous le refroidisseur d’eau, ce qui a rendu nécessaires neuf fentes de ventilation caractéristiques dans le panneau avant pour les véhicules construits avant le lifting. BMW n’a pas utilisé de refroidisseur intermédiaire dans le moteur turbodiesel M21. Le moteur diesel et le moteur essence M20 de 2,7 litres sont équipés d’un volant bimasse à tous les niveaux de puissance.

### Carrosserie
L’E28 a une carrosserie unitaire tout en acier qui est soudée au soubassement. L’habitacle est un habitacle de sécurité avec des zones de déformation à l’avant et à l’arrière. Le coffre pouvait contenir 460 l, le réservoir de carburant pouvait contenir 70 l. Le coefficient de traînée (cx) de la carrosserie standard est de 0,39 pour les véhicules construits entre 1981 et l’automne 1984, et de 0,385 avec des roues optimisées sur le plan aérodynamique. Pour les véhicules à partir de l’automne 1984, le coefficient de traînée est donné à 0,37; la surface frontale de l’E28 est de 2,02 m2. Les vitres latérales sont en verre de sécurité trempé, le pare-brise est en verre feuilleté,. Une lunette arrière chauffante est montée de série sur tous les modèles.
Les pare-chocs chromés avec protection en caoutchouc attachés sont d’une épaisseur uniforme à l’arrière et à l’avant jusqu’aux passages de roue. À l’avant du véhicule, l’E28 est dotée d’une calandre étroite en deux parties (calandre BMW) et de phares jumelés de différentes tailles. Les modèles américains, en revanche, ont des phares de même taille avec le diamètre des feux de route. Un système de nettoyage des phares était disponible en option. Les clignotants avant et les phares antibrouillard sont situés sous le pare-chocs dans le tablier avant, qui est légèrement plus grand que celui de l’E12. L’arrière du véhicule a une finition haute et clairement angulaire et de grands feux arrière avec une bande chromée horizontale au milieu. Sur les portes et les ailes, l’E28 a des protections plus larges de quelques millimètres que ceux de l’E12. Le capot avec amortisseurs de capot est articulé à l’arrière et ne couvre pas les ailes.

### Intérieur

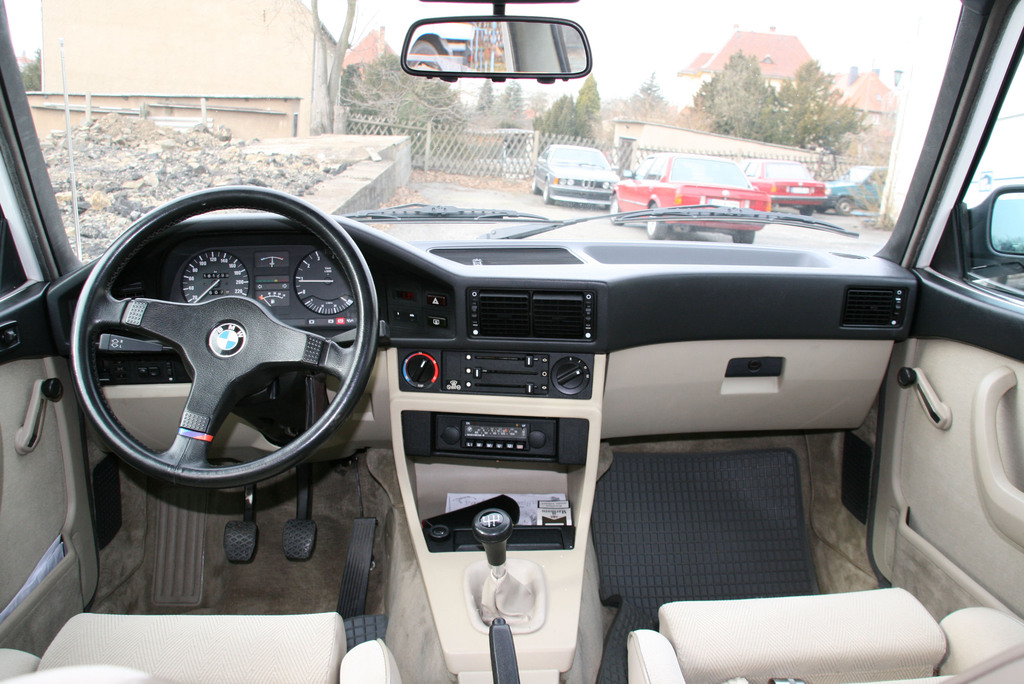
Espace intérieur avec volant sport M au lieu du volant standard à quatre branches

Le tableau de bord, incliné vers le conducteur et doté d’une console centrale en deux parties dans certaines versions, est anguleux et volumineux et présente de grandes surfaces d’impact rembourrées de mousse, en particulier du côté passager. Le volant à quatre branches à une plaque d’impact centrale. Les poignées de porte intérieures sont pratiques d’un point de vue ergonomique. Par rapport à ceux de l’E12, les sièges avant de l’E28 ont un rembourrage amélioré et des dossiers plus longs. Ils peuvent être réglés individuellement et manuellement (ou électriquement avec l’équipement approprié). A l’arrière, l’E28 dispose d’une banquette arrière monobloc avec accoudoir central rabattable. Les appuie-tête arrière n’étaient pas un équipement standard, mais ils étaient en option.
Une caractéristique spéciale est l’affichage de l’intervalle d’entretien sur le tableau de bord de l’E28, qui indique quand le prochain entretien doit être effectué. Pour cela, il dispose de voyants verts, jaunes et rouges, les voyants verts s’éteignent progressivement jusqu’à ce que les voyants jaune puis rouge indiquent qu’une maintenance est nécessaire. De plus, il y a des lumières spéciales pour l’inspection et les vidanges d’huile. Le moment de la prochaine maintenance est calculé par l’ordinateur de bord en fonction de diverses variables fonctionnelles telles que le régime moteur, les kilomètres parcourus, la vitesse, la pression d’huile et le temps de fonctionnement. Un affichage de la consommation de carburant instantanée était également disponible pour l’E28.

### Caractéristiques techniques des modèles Eta
Les 528e et 525e sont équipées d’un moteur essence six cylindres M20 de 2 693 cm3 d’une puissance de 90 kW à 4 250 tr/min. La zone rouge du compte-tours démarre à 4 500 tr/min. Le couple maximal de 230 Nm à 3 250 tr/min permet une transmission de l’essieu arrière avec un rapport plus long (2,93:1). Les tubulures d’admission sont très longues afin d’améliorer la charge des cylindres à bas régime grâce à l’effet de suralimentation. Le moteur avec bloc moteur en fonte et culasse en aluminium est optimisé pour un faible frottement interne. En raison du niveau de vitesse inférieur, des ressorts de soupape avec moins de précharge pouvaient être utilisés. Les segments de piston ont également une faible précharge. De plus, le moteur n’a que quatre paliers d’arbre à cames au lieu de sept. Un convertisseur catalytique à trois voies et une commande lambda sont installés de série dans la 528e pour la purification des gaz d’échappement, pour laquelle une commande moteur très complexe est nécessaire, de sorte que BMW l’a équipée d’une unité de commande moteur numérique Bosch Motronic (DME). Bien que le moteur soit conçu pour de l’essence normale avec une résistance au cognement d’un indice d’octane de 91, son taux de compression de ε = 9 est assez élevé. Dans la version pour le marché allemand, sans convertisseur catalytique et avec une puissance de 92 kW, le taux de compression est encore plus élevé avec ε = 11.

### Caractéristiques techniques des modèles avec pot catalytique
À partir de 1985, BMW proposait l’E28 avec ou sans convertisseur catalytique à trois voies, et une version préparée pour un fonctionnement avec convertisseur catalytique était également disponible d’usine. Étant donné que le soubassement de l’E28 et, sur les modèles équipés du moteur M30, que les composants du moteur n’ont pas été conçus dès le départ pour un fonctionnement avec convertisseur catalytique, des compromis ont dû être faits pour le convertisseur catalytique de certains modèles.
Par rapport à la M535i sans convertisseur catalytique, la M535i avec convertisseur catalytique a un taux de compression réduit, passant de 10:1 à 8:1, de sorte qu’elle peut fonctionner sans cogner avec de l’essence ordinaire sans plomb (indice d’octane de 91). De plus, d’autres pistons sont installés et les temps de commande des soupapes sont modifiés par un arbre à cames modifié; l’angle d’ouverture des soupapes a été réduit, passant de 264° à 260°, tandis qu’un léger chevauchement du calage des soupapes a été obtenu en retardant l’ouverture des soupapes, ce qui améliore la fourniture de couple dans la plage de bas régime du moteur. Étant donné que le moteur M30 fonctionne parfois avec un rapport d’air de λ = 1,2 - 1,6 dans la plage de charge partielle, cela rend impossible l’utilisation d’un convertisseur catalytique à trois voies, la commande moteur a dû être ajustée de sorte que le rapport d’air soit d’environ λ = 1,0 dans toutes les plages de fonctionnement. Ces mesures se traduisent par une puissance nominale ramenée de 160 kW à 136 kW; en combinaison avec le rapport d’essieu arrière, qui a été raccourci, passant de 3,25:1 à 3,07:1, la consommation de carburant est également nettement plus élevée.
À partir de 1986, la 520i n’était disponible qu’avec un convertisseur catalytique. Cependant, la puissance du moteur n’a pas été réduite; elle était de 95 kW, comme dans le modèle sans convertisseur catalytique de gaz d’échappement. Avec les modèles Eta, la puissance du moteur a été initialement légèrement réduite en raison de l’utilisation d’un convertisseur catalytique, mais elle a ensuite été à nouveau augmentée. Les seuls modèles non disponibles avec des convertisseurs catalytiques étaient les 518, 518i, 525i, 528i et la M5 européenne.

## Accueil

### Conception du véhicule
La forme de la BMW E28 avec l’avant incliné vers l’arrière et la calandre verticale à double haricot est très similaire à celle de l’E12. David Kiley déclare : «Dire que l’E28 est similaire à la précédente Série 5 E12 est un euphémisme grossier.» Selon Claus Luthe, designer en chef chez BMW à partir de 1976, le design de l’E28 était déjà largement défini par la ligne de conception nouvellement introduite par son prédécesseur Paul Bracq, de sorte que Luthe et son équipe ne pouvaient influencer que des détails mineurs de l’extérieur. BMW a mis davantage l’accent sur le fait d’amener le véhicule à un haut niveau de technologie et de réduire la résistance à l’air par rapport à sa prédécesseur afin de réduire la consommation de carburant. Pourtant, la presse automobile a critiqué l’E28 car son apparence était considérée comme trop conservatrice et qu’un moteur de 3,5 litres n’était pas proposé au lancement. La bande chromée des feux arrière a également été critiquée.
Mot a jugé en 1981 : «La "nouvelle" BMW Série 5, qui sortira en août, a si peu changé à l’extérieur qu’elle sera à peine perceptible dans la rue. Les raffinements sont sous la tôle.» Dans une interview avec le rédacteur en chef d’Auto motor und sport, Helmut Luckner, Eberhard von Kuenheim, président du conseil d’administration de BMW AG de 1970 à 1993, a répondu à la question provocante de savoir pourquoi l’E28 "devait devenir si terriblement similaire" à l’E12. «Vous pourriez faire quelque chose de mieux ?» Luckner a cependant déclaré, à propos de l’E28, que la carrosserie avait l’air "à l’ancienne" et qu’elle ressemblait "de manière confuse" à une Ford ou une Audi vue de derrière, mais que sinon la voiture était "conventionnelle".

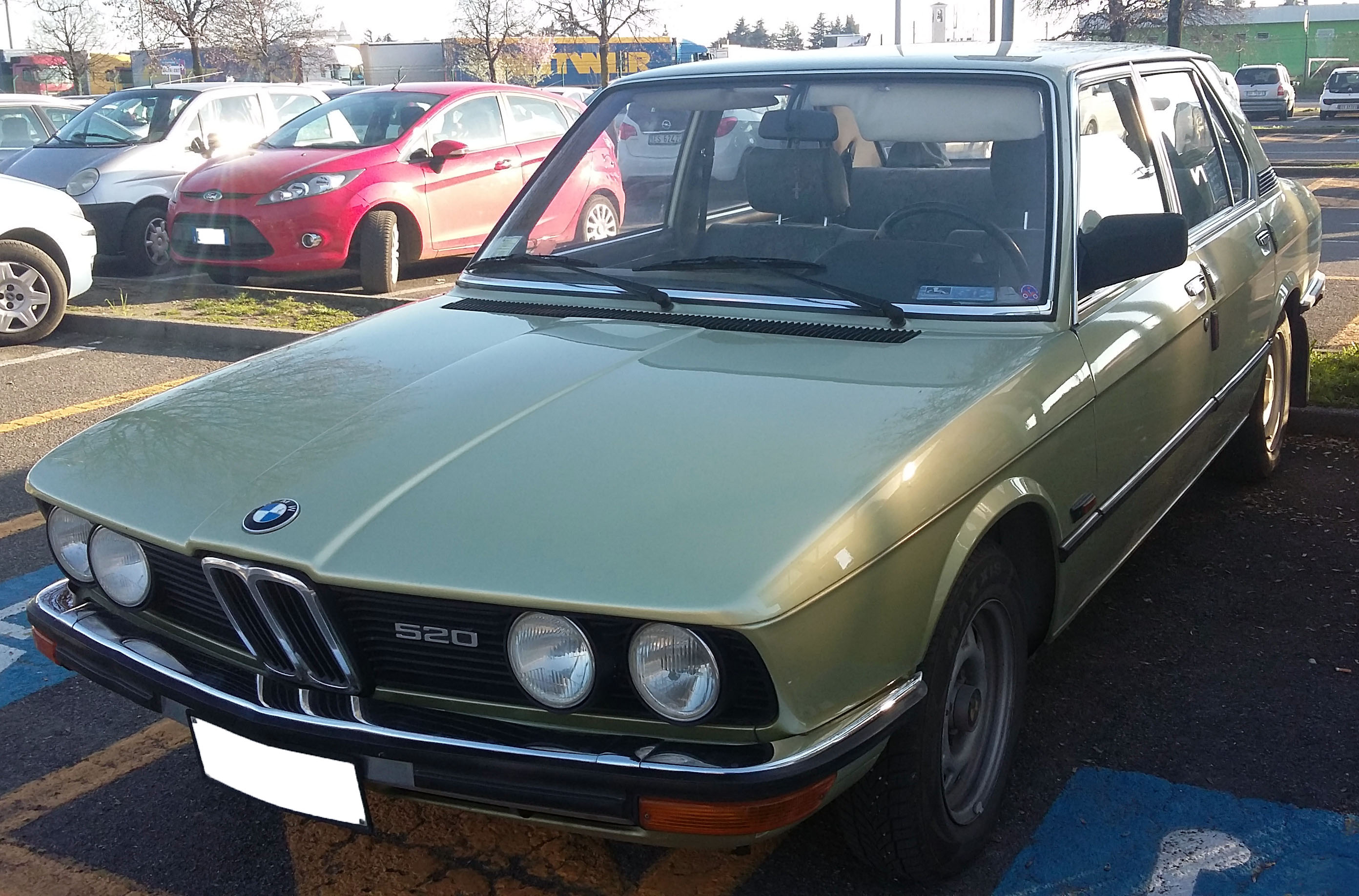
BMW E12 (1976–1981)
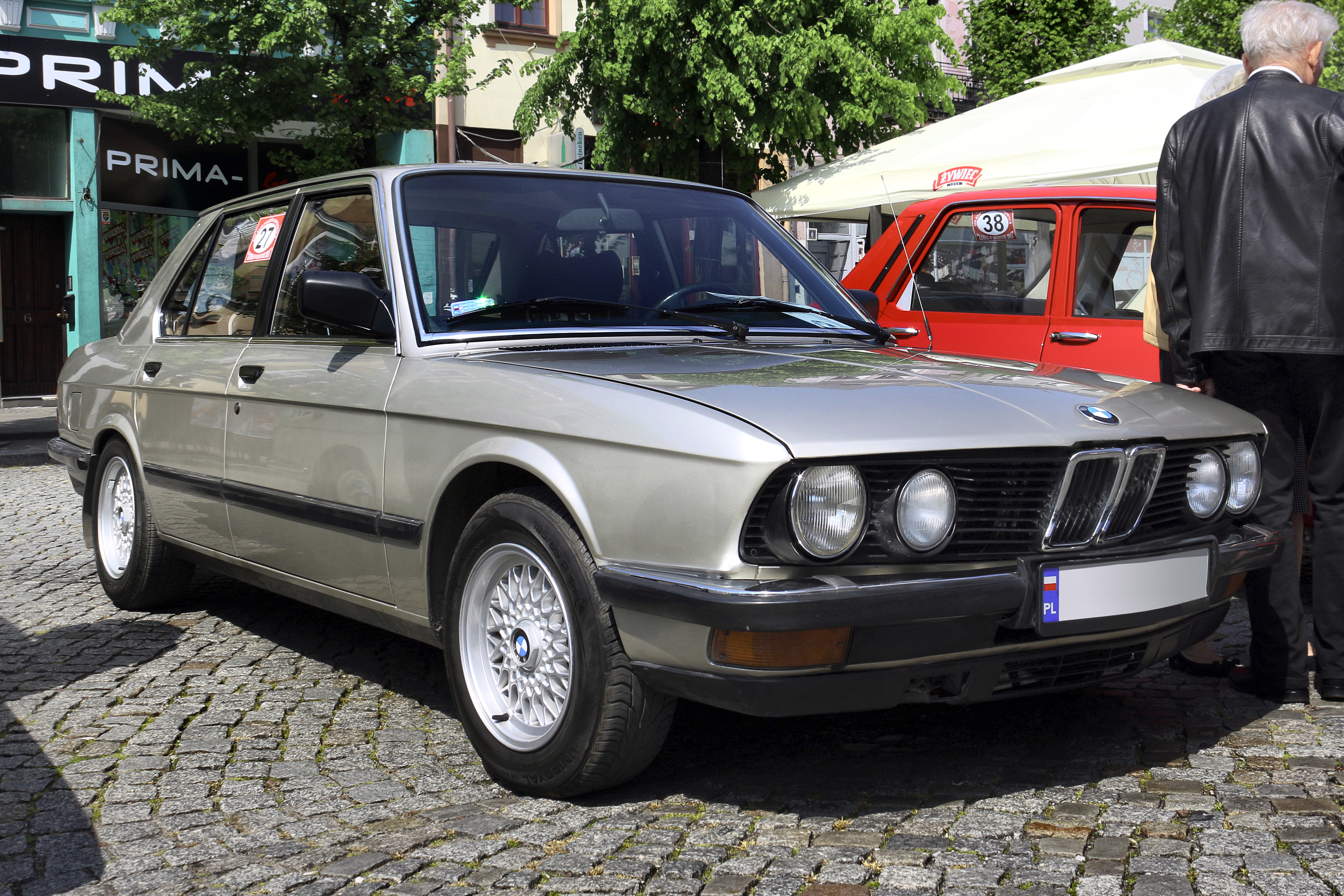
BMW E28 (1983)

### Technologie des véhicules
Au printemps 1981, Stern écrivait à propos de l’E28 : «Afin de donner, enfin, plus de confort de conduite à la Série 5, BMW a décidé d’une amélioration importante : prendre l’essieu avant à double articulation des modèles de la Série 7. En combinaison avec l’essieu arrière à bras semi-tirés, éprouvé, cela garantit désormais une excellente tenue de route.».
Cinq ans plus tard, Andreas Borchmann a déclaré que la boîte de vitesses à cinq rapports était "parmi les meilleures actuellement disponibles". Côté confort de conduite, on remarque cependant que "la BMW vieillit un peu" et que la voiture est "moins fluide" sur les pavés. Le testeur de la voiture a expliqué que cela était dû au réglage serré de la suspension. Borchmann a critiqué la direction comme "pas particulièrement précise autour de la position centrale".
En 1986, Michl Koch a donné une évaluation positive de la M535i avec convertisseur catalytique dans le magazine Sport Auto : «Néanmoins, la première tentative de la Bayerische Motoren Werke de marcher dans une zone zéro émission s’est avérée assez convaincante : malgré la réduction des performances, la M535i en version à pot catalytique s’avère être un véhicule musclé au kilométrage souverain. Le prix inférieur du carburant sans plomb compense en partie la consommation supplémentaire.» Lors de la mesure des performances du véhicule effectuée par Sport Auto sur un banc d’essai à rouleaux, une puissance moteur de 182 ch (134 kW) a été déterminée, ce qui est légèrement inférieur aux spécifications d’usine (136 kW). Avec un style de conduite prudent, les pilotes d’essai de Sport Auto n’ont pas pu réduire la consommation de carburant en dessous de 11 l d’essence ordinaire (indice d’octane de 91) aux 100 km; En comparaison, la consommation de carburant de la M535i sans convertisseur catalytique de gaz d’échappement est inférieure à 10 l d’essence super (indice d’octane de 98) aux 100 km.
En 2007, Hans J. Schneider commentait le coefficient de traînée modéré de 0,39 (modèle de base) et 0,385 (modèles avec enjoliveurs couverts) : «Ce n’était pas génial, mais au moins c’était une bonne moyenne à l’époque.» Concernant la carrosserie, il écrit qu’elle est connue pour être "résistante à la rouille" et "durable". Schneider a donné une évaluation défavorable au système de freinage, se révélant "trop faible sous de fortes charges", et après 15 à 20 freinages, il faut s’attendre à un évanouissement des freins.

### Moteur diesel à aspiration naturelle de la 524d
Andreas Borchmann écrivait en 1986 que le moteur atmosphérique M21 était "faible en termes de couple" pour un diesel, et qu’il ne fournissait une puissance suffisante qu’à partir d’un régime de 3 000 tr/min. Malgré la conception à six cylindres, le moteur M21 n’offre pas le bon fonctionnement d’un moteur OM 602 de Mercedes-Benz avec seulement cinq cylindres. Borchmann a positivement souligné le comportement sonore, le moteur diesel M21 reste très silencieux même à grande vitesse et il appartient dans "le top de la discipline pour un diesel". La consommation de carburant de 8,5 l/100 km déterminée lors de l’essai n’est "pas mauvaise".

### Intérieur
Andreas Borchmann a jugé que l’intérieur de l’E28 était "propre" mais "à l’ancienne". Borchmann attribue cela aux fenêtres raides, à la position assise élevée et au volant qui dépasse loin dans l’habitacle. La forme angulaire de l’habitacle ne chauffe pas autant en été et est également "très clairement agencé", mais le champ des essuie-glaces est défavorable, car il est "trop petit" côté conducteur. Alors que la banquette arrière est de forme confortable, l’arrière offre peu d’espace pour les jambes, pour trois personnes la banquette arrière est "assez étroite". Borchmann a également critiqué le réglage de la hauteur du siège, dont le fonctionnement nécessiterait "la mentalité d’un joueur de puzzle et la dextérité d’un tour de passe-passe". Le testeur de la voiture a critiqué le manque d’éclairage de l’interrupteur pour la lunette arrière chauffante sur le "tableau de bord agréable à regarder".